# Église San Polo
L'église San Polo est une église catholique de Venise, en Italie.

## Localisation
La façade sud donne accès à l’intérieur de édifice par un portail gothique, elle se situe Salizada San Polo. L’abside et une bonne part de la face nord donnent sur le Campo San Polo, Ca'Corner complète son voisinage au nord. La Biblioteca della Soprintendenza Archivistica per il Veneto la délimite du côté Ouest.

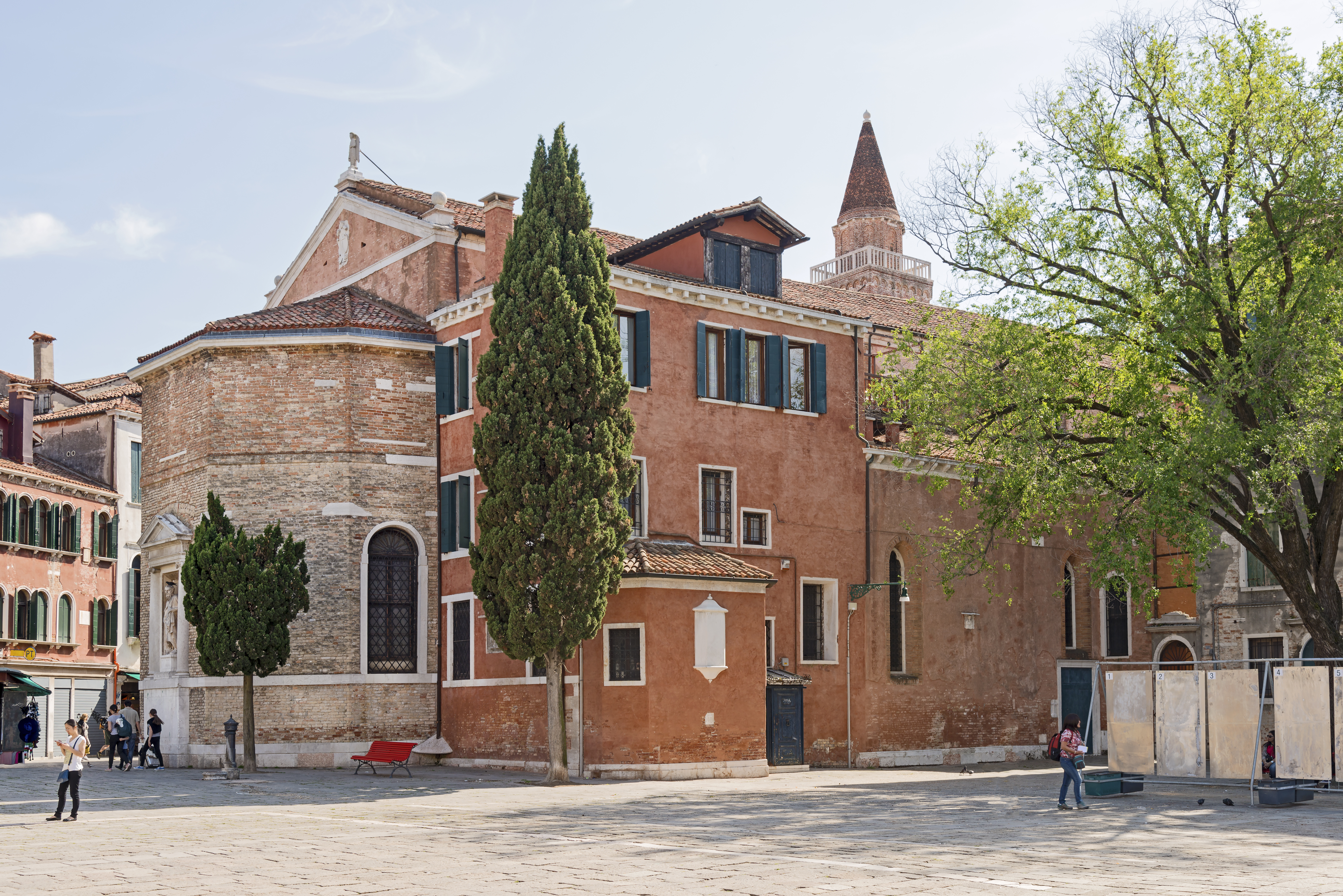
L'abside vue du campo san Polo

## Extérieur
Le campanile excentré de l'autre côté de la Salizada San Polo est terminé par une flèche en pomme de pin et a été érigé en 1362 . Il est pourvu à sa base de deux lions stylophores de style Roman du XIIe siècle récupérés sur un autre édifice. La porte d'entrée de l'église sur le flanc sud, de Bartolomeo Bon, est de style gothique. L'abside octogonale est décorée d'une statue de saint Paul.
Le Campo San Polo possédait une identité ludique: il était le théâtre de fêtes publiques et de jeux, comme le jeu de balle et la course de taureau. Cet état de fait devint insupportable de telle sorte qu'en 1611 tous les jeux, ainsi que la vente de marchandises, furent interdits. Une plaque à l'entrée du campo sur le côté gauche de l'abside de l'église témoigne de cette interdiction.

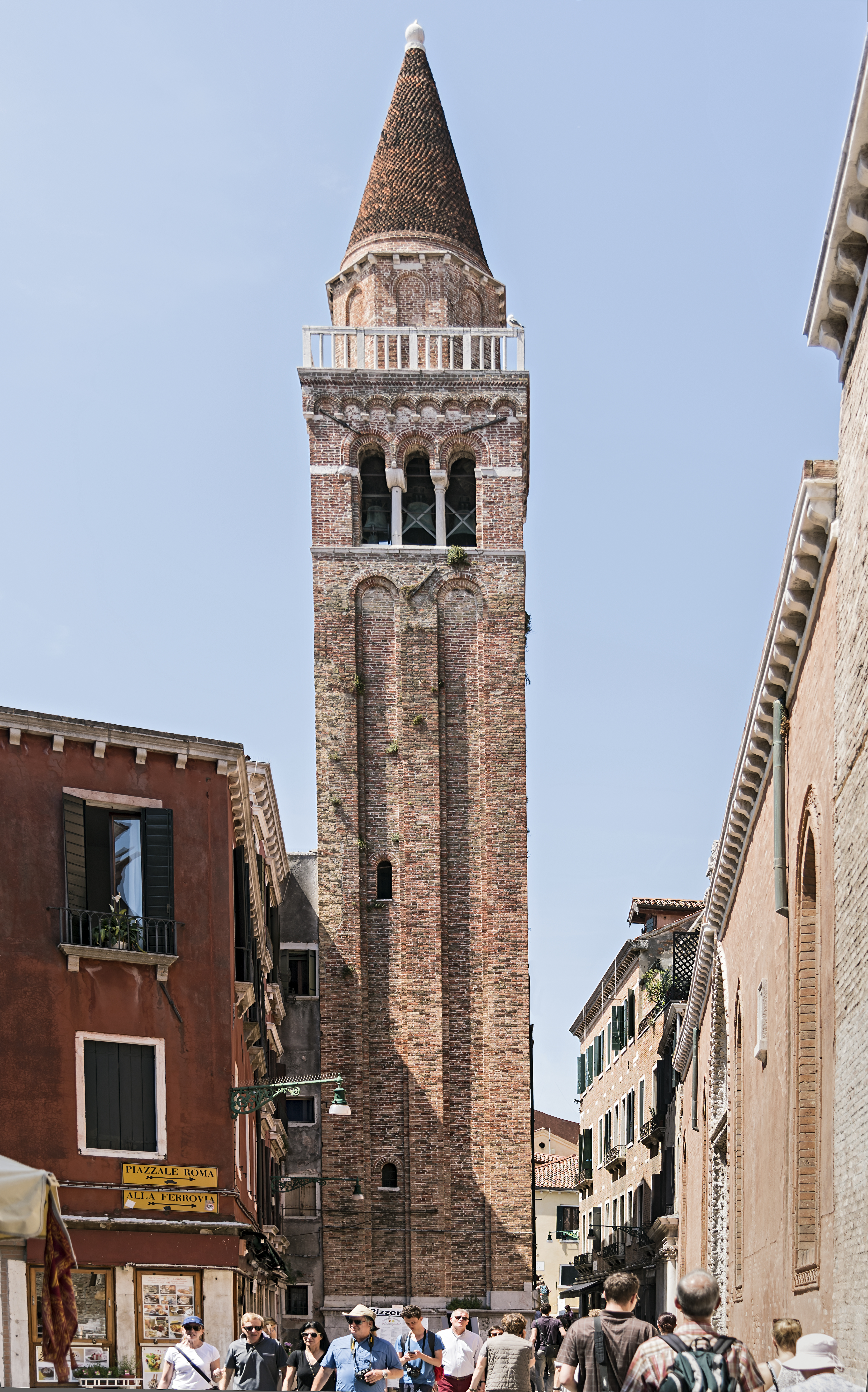
Le campanile
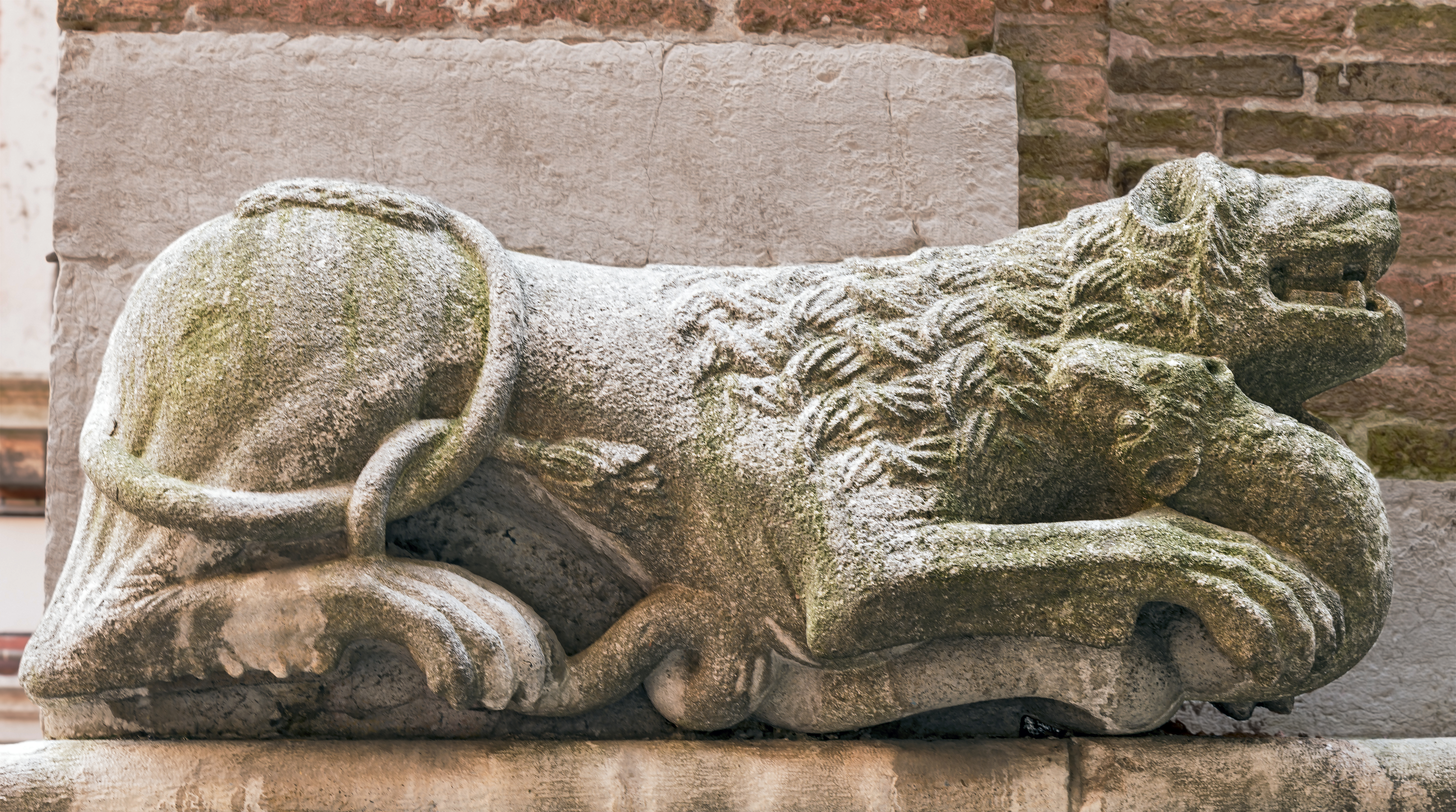
Lion de gauche du campanile
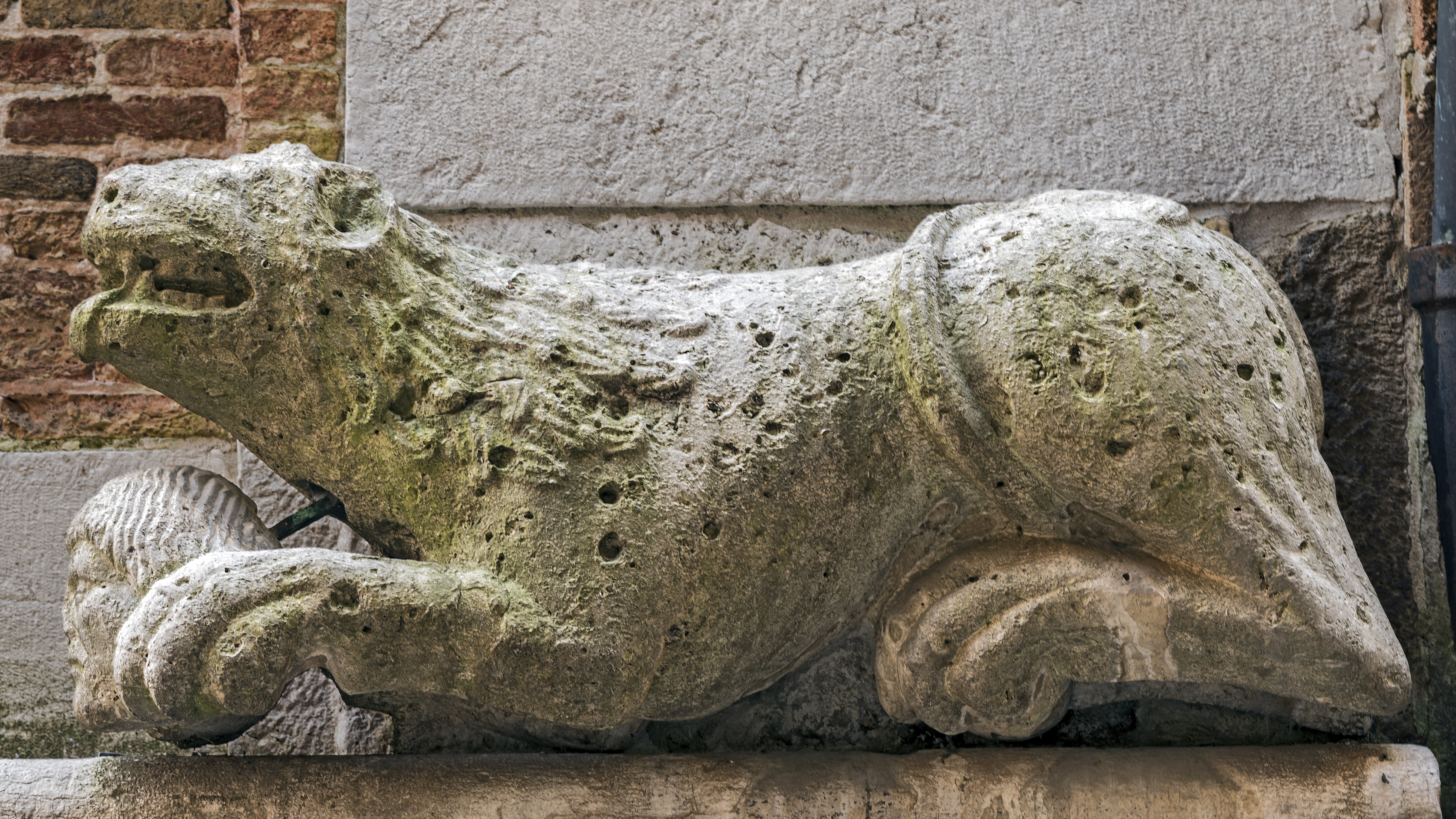
Lion de droite du campanile
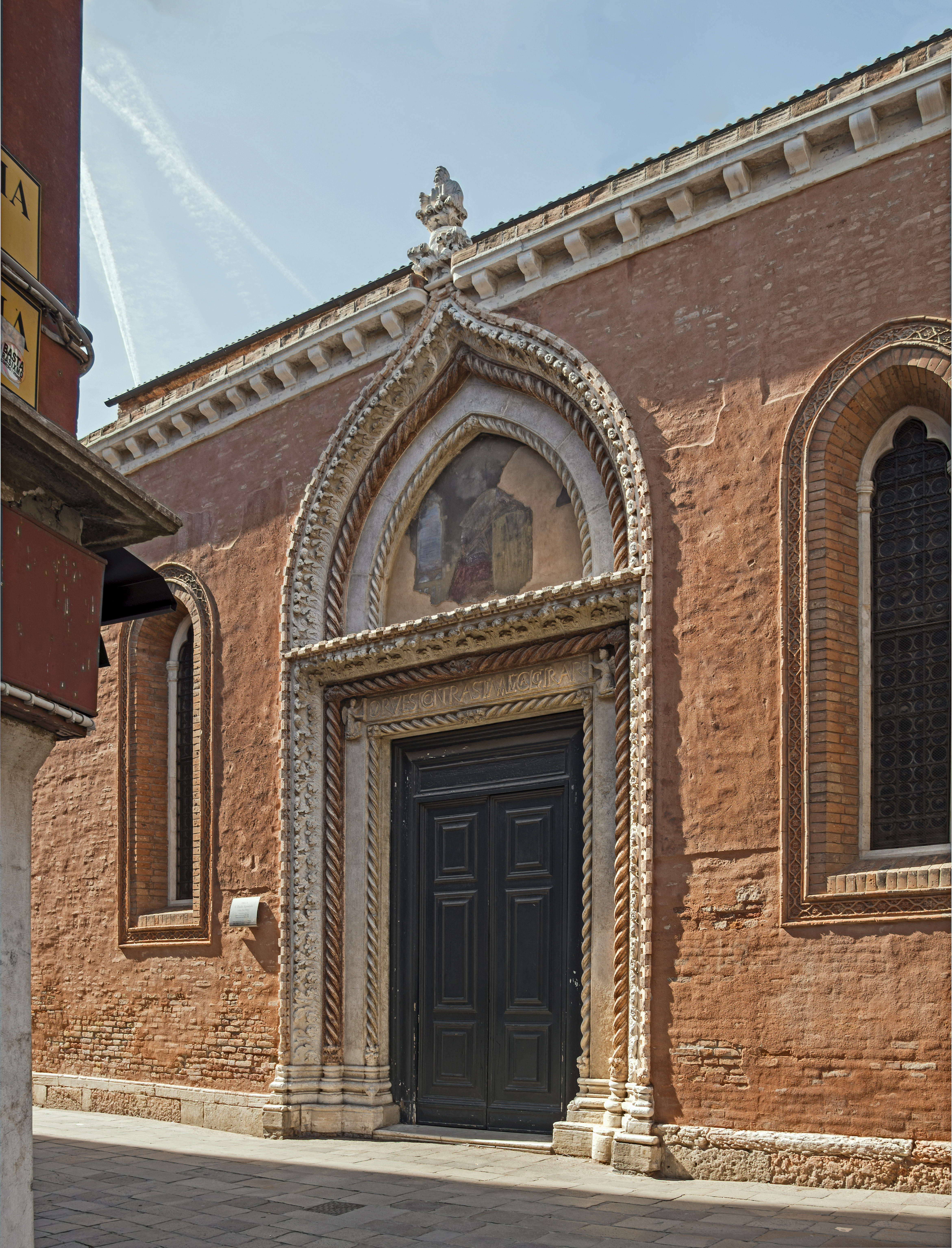
La porte gothique sur la Salizada San Polo.
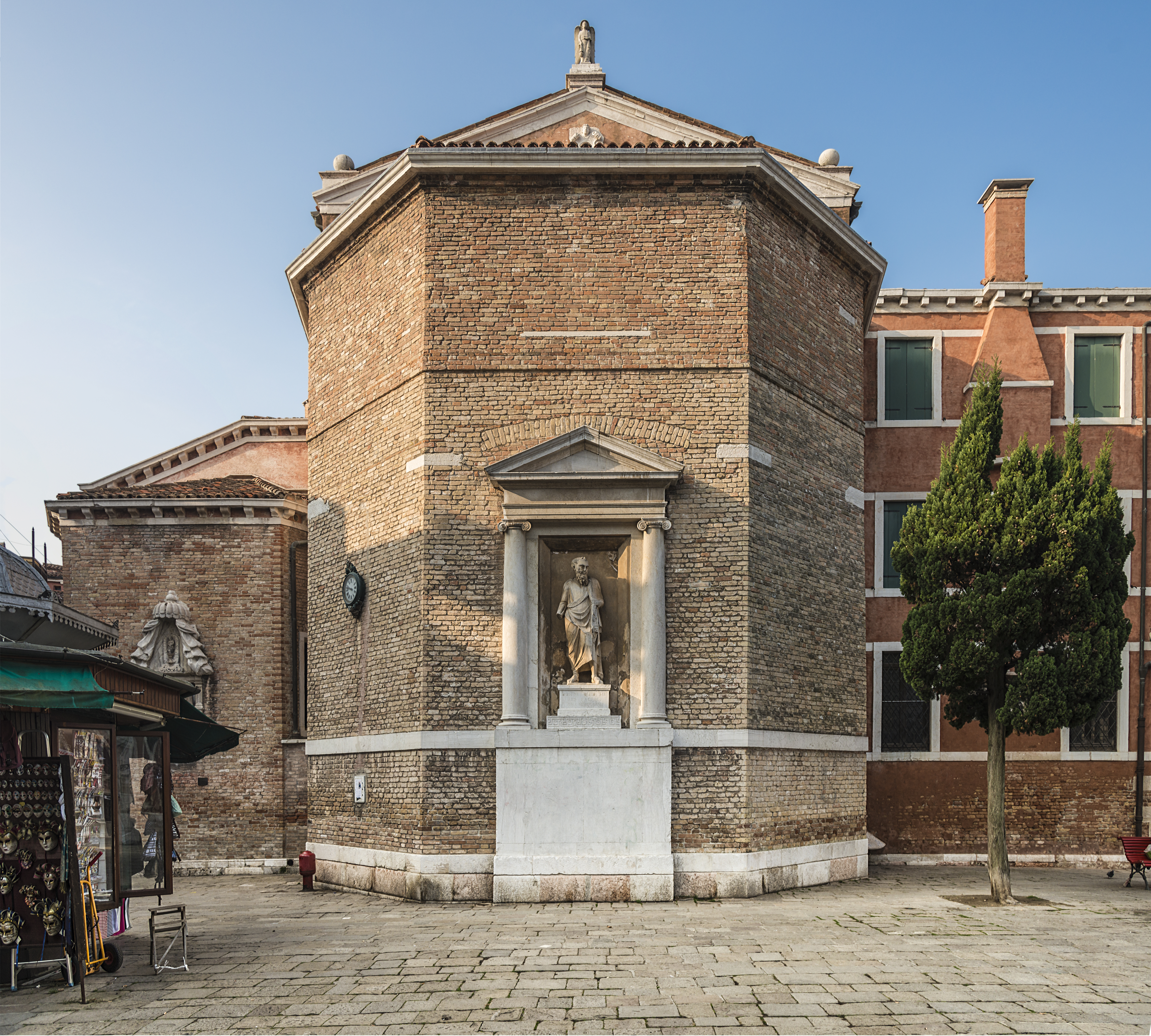
L'abside
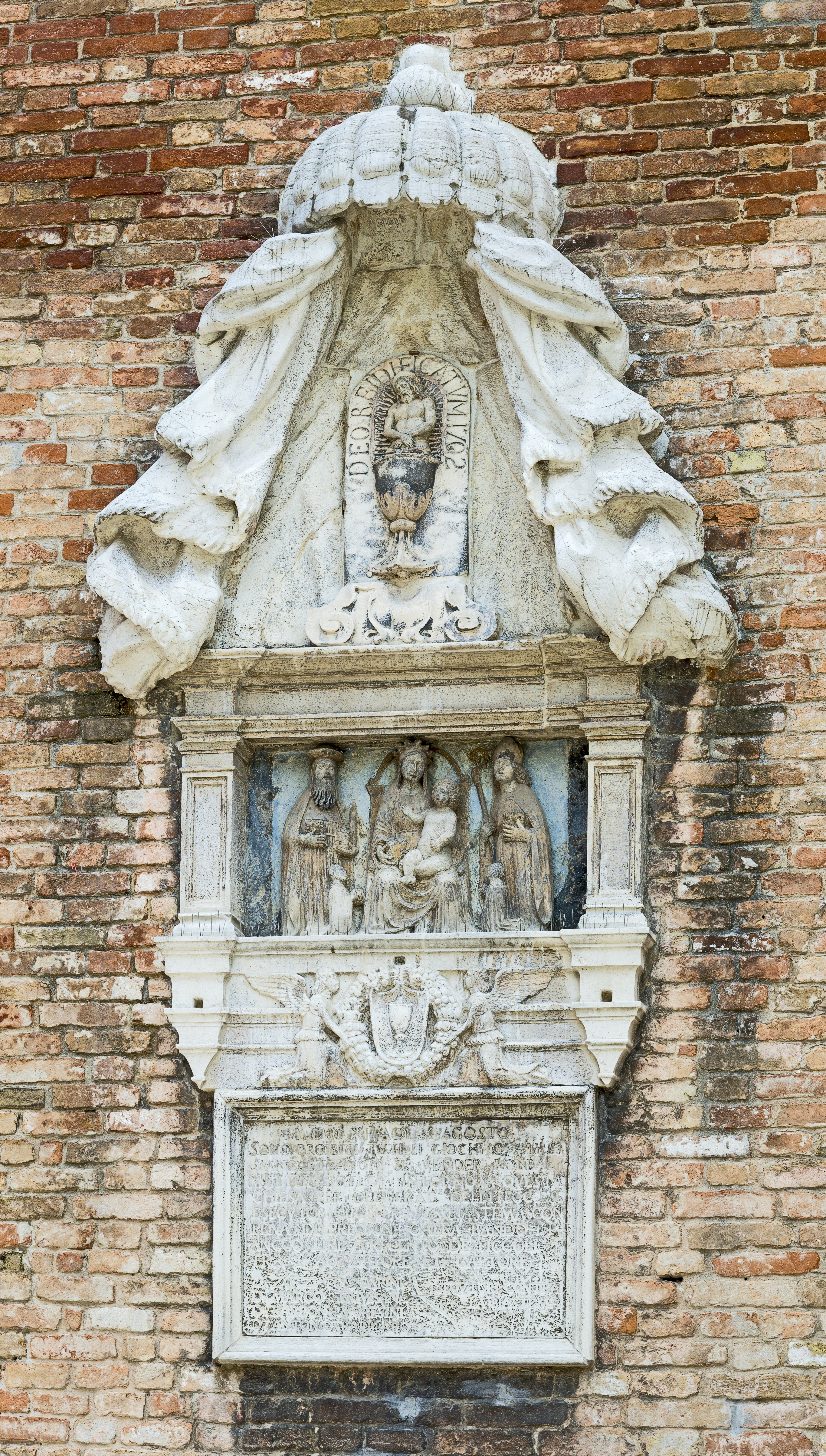
Plaque d'interdiction des jeux

## L'intérieur
- La Cène du Tintoretto peinte en 1570.
- La Vierge apparaît à Saint Jean de Nepomuk par Giambattista Tiepolo, œuvre commanditée par le roi de Pologne Auguste III qui avait fait don à l'église des reliques du saint.

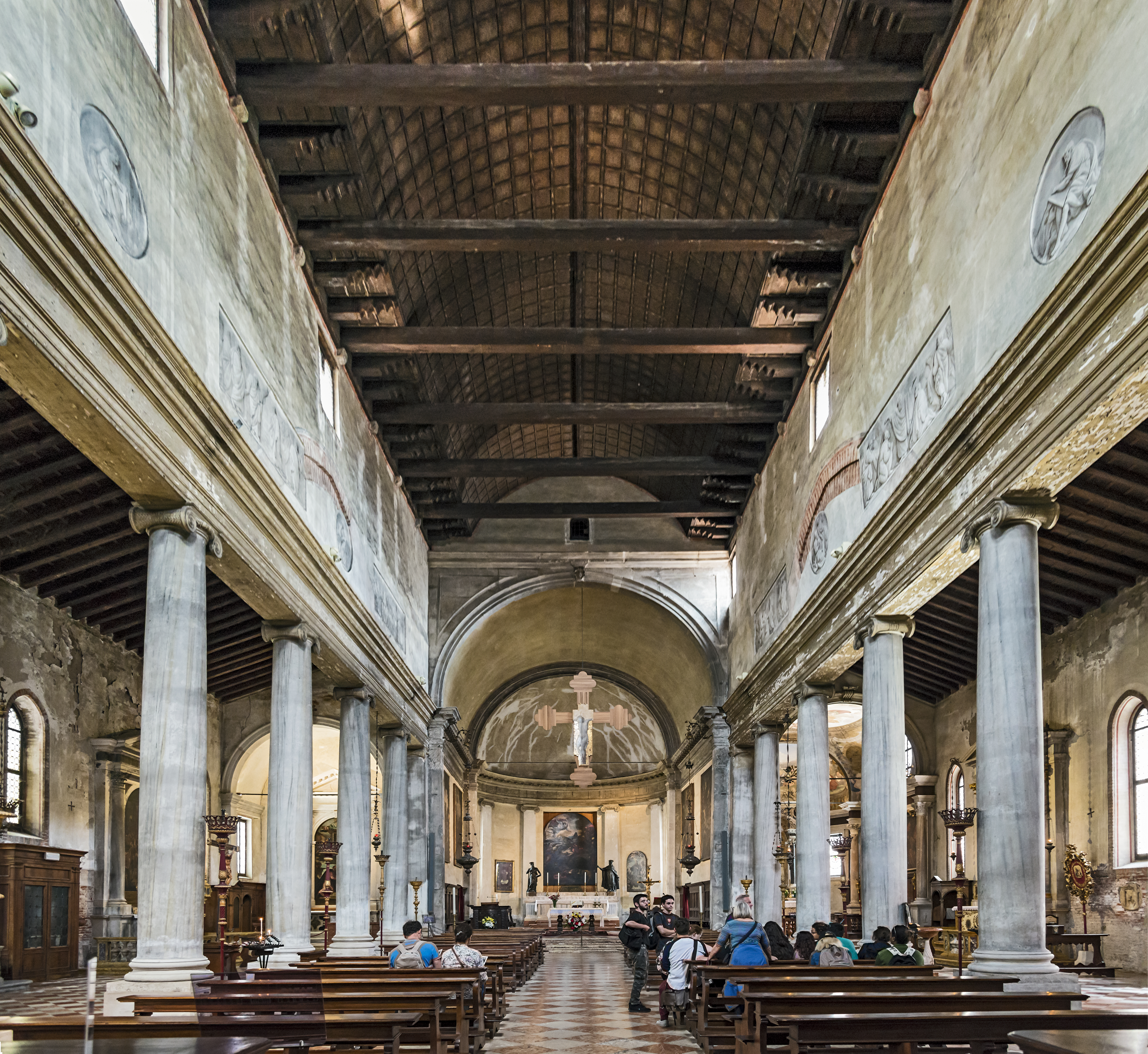
Vue de l’intérieur
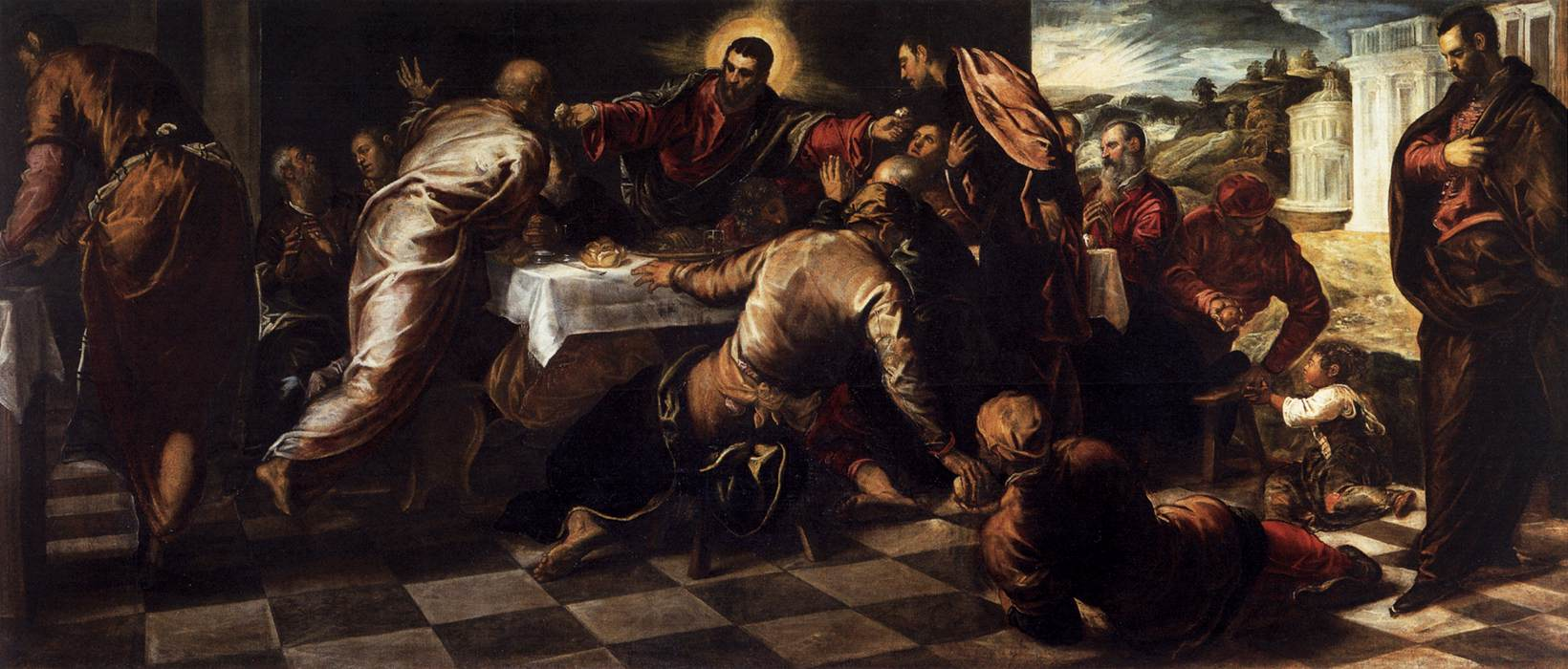
Jacopo Tintoretto - La Cène, 1570
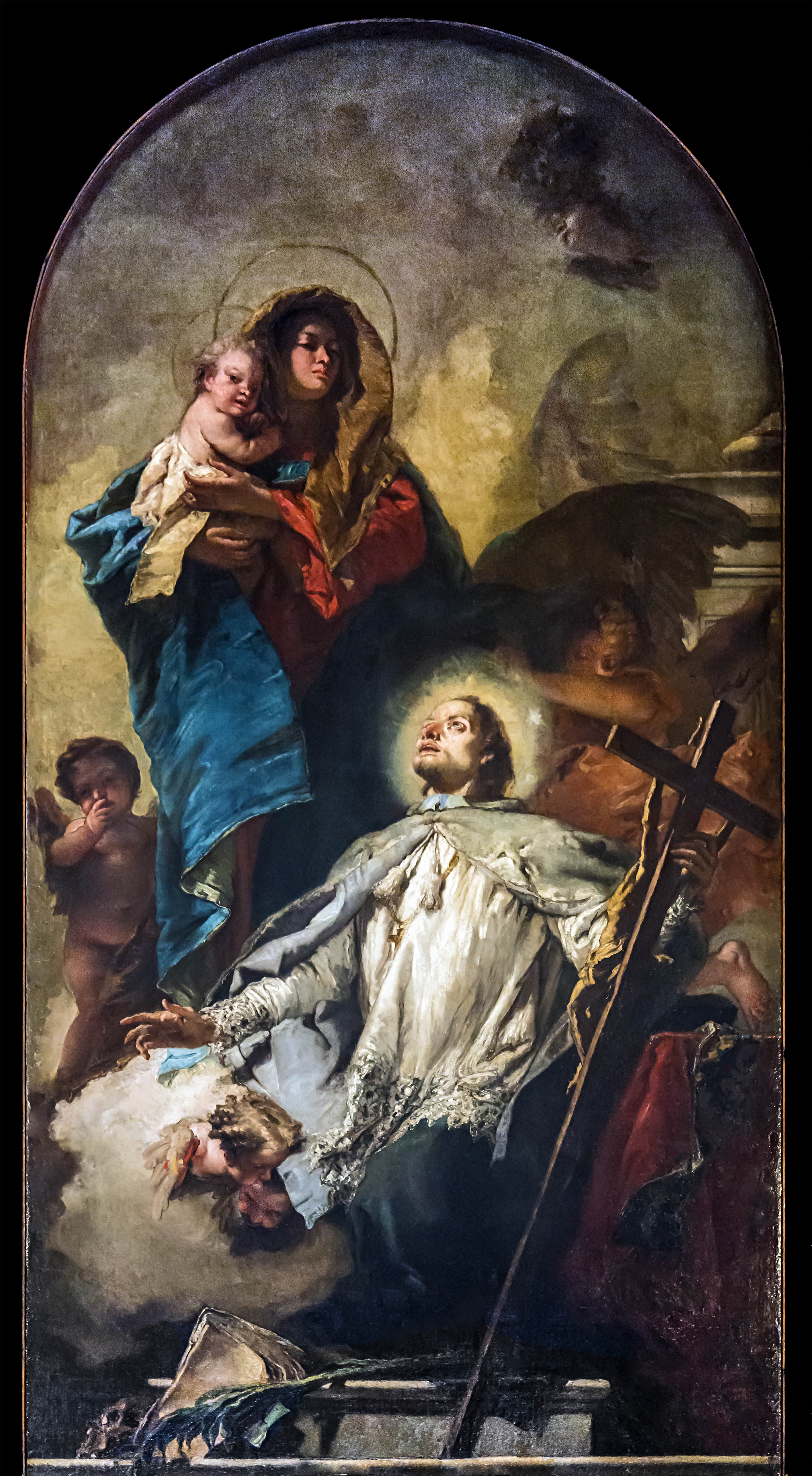
Giambattista Tiepolo -   La Vierge apparaît à Saint Jean de Nepomuk

### Oratoire du Crucifix
L'entrée par la façade principale, qui à l'origine donnait accès au narthex, fut condamnée. Cette pièce est aujourd’hui l’Oratoire du Crucifix. Elle recèle le premier ouvrage de Giandomenico Tiepolo : le chemin de Croix, une suite de toiles peintes entre 1747 et 1749. La série de quatorze tableaux illustre la façon particulière du jeune peintre par ses lignes de forces diagonales et sa construction dramatique des scènes en perspectives décentralisées.

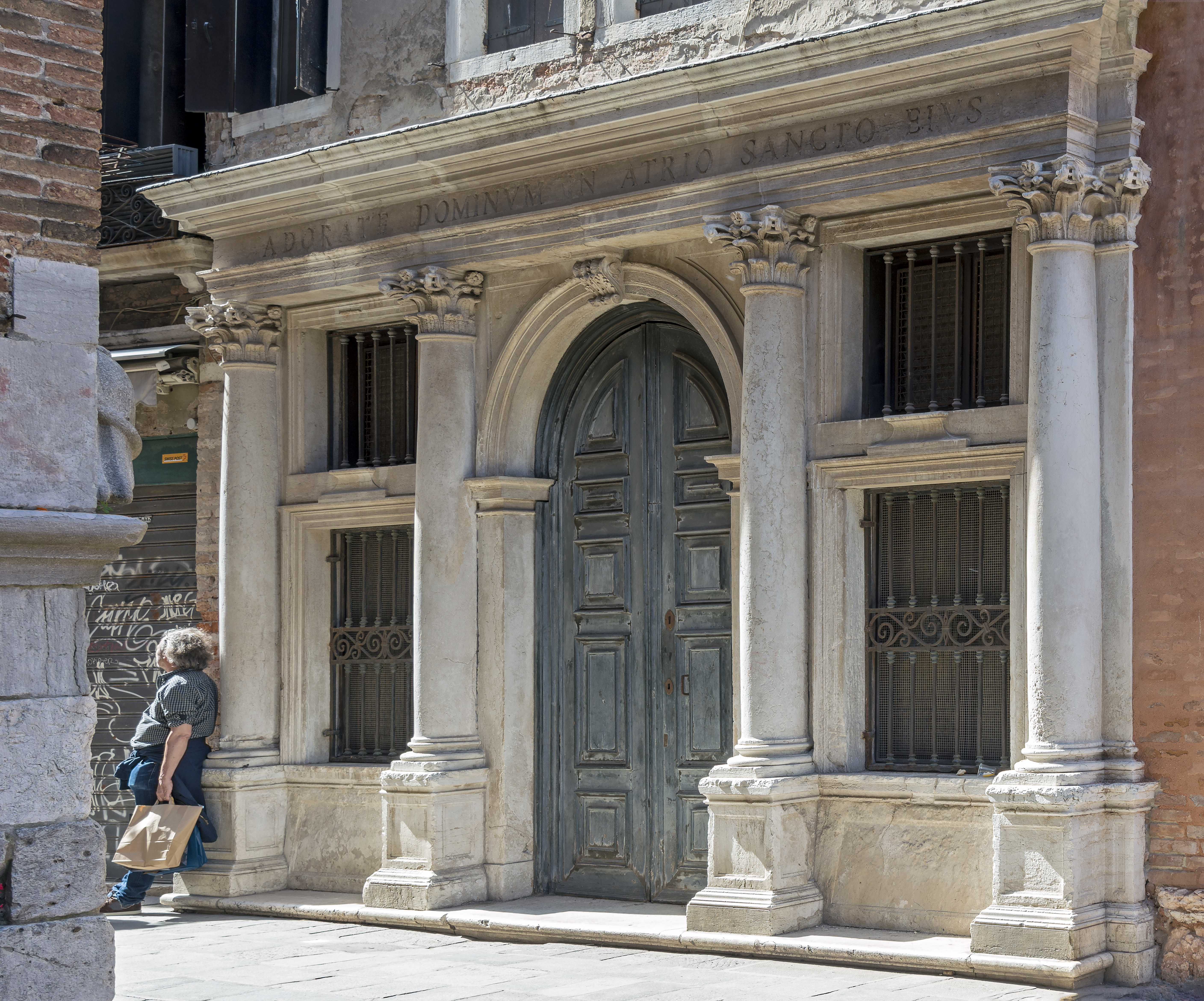
Façade de l'Oratoire du Crucifix
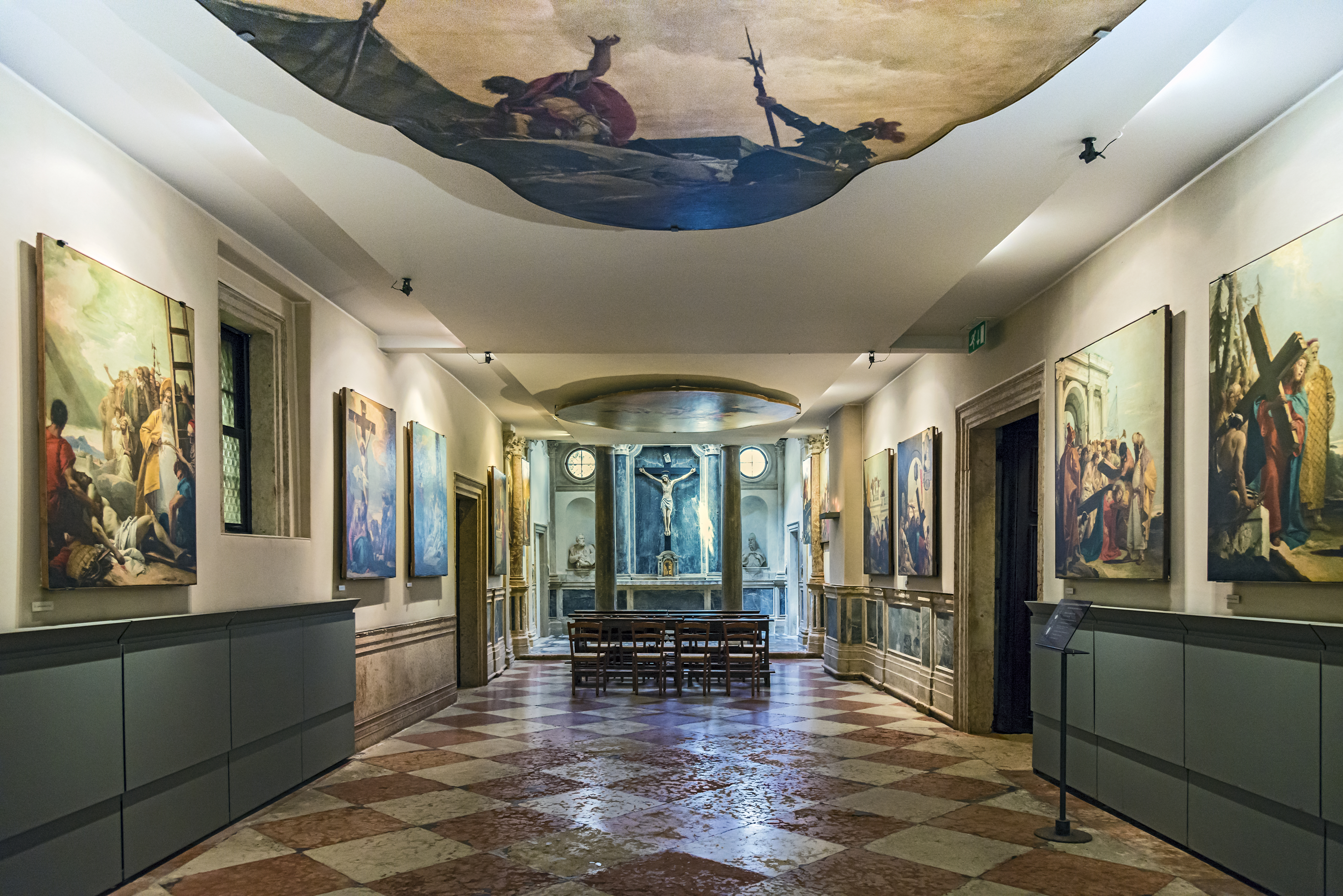
Oratoire du Crucifix
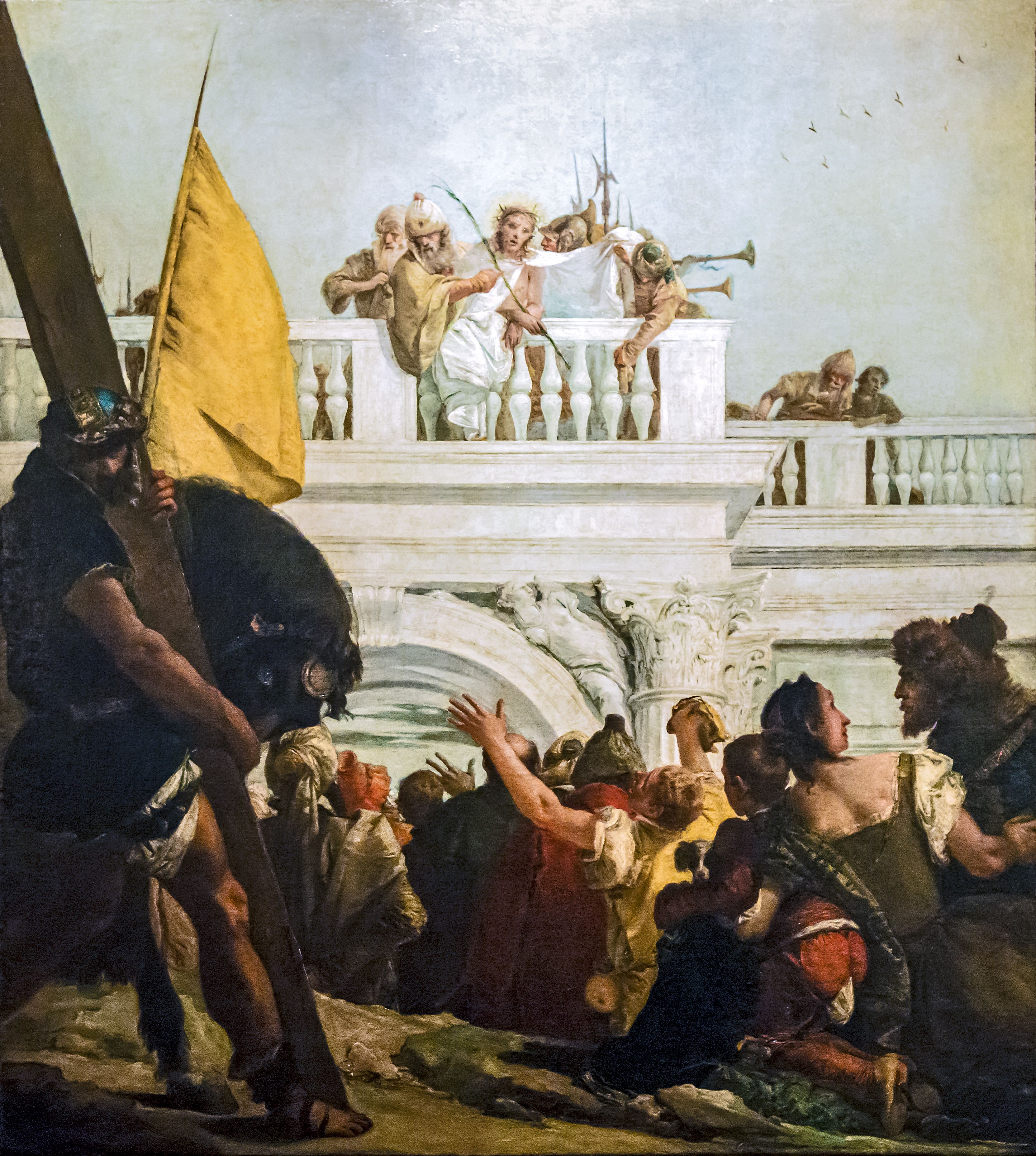
Via Crucis I Jésus est condamné à mort
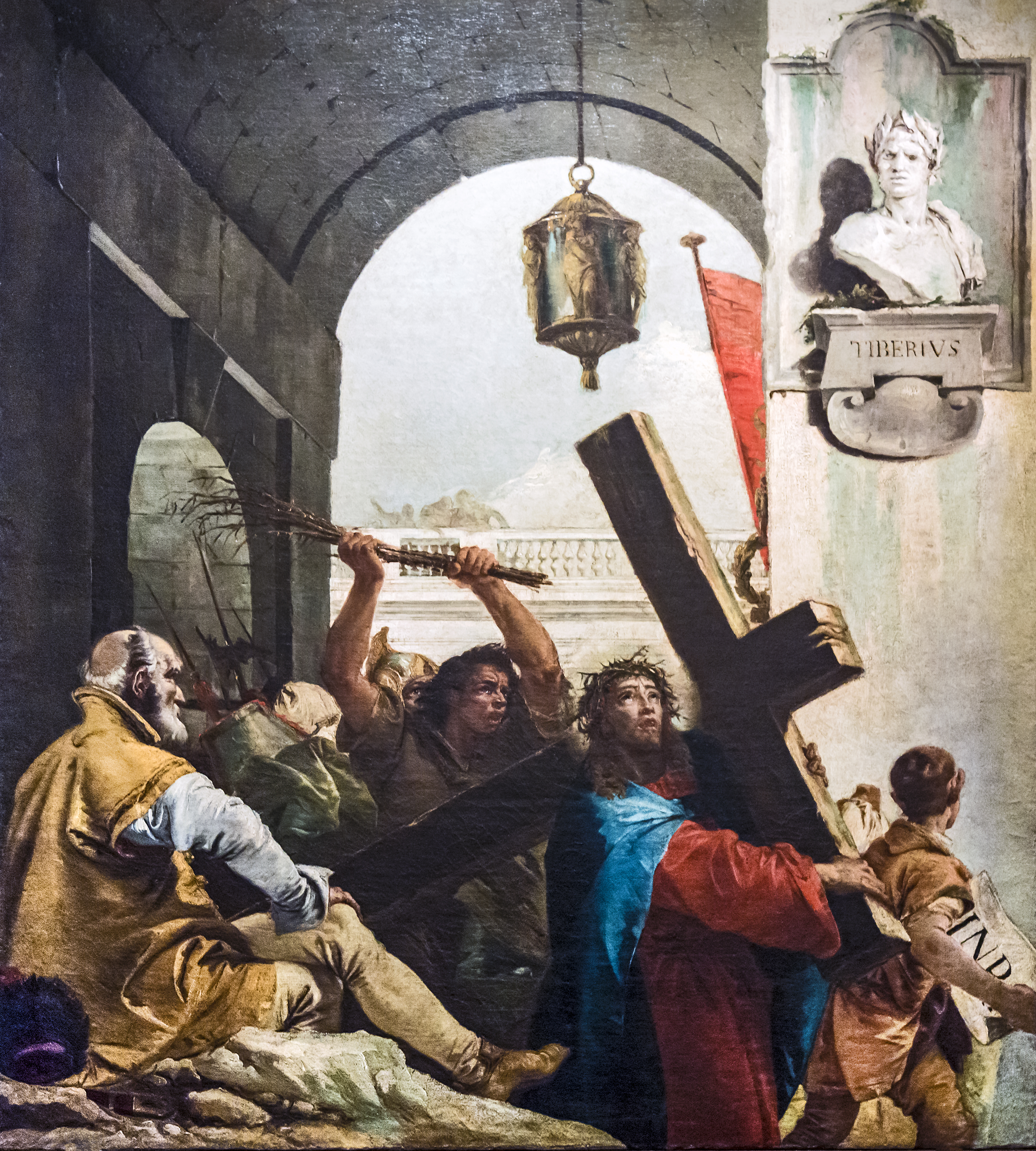
Via Crucis II Jésus porte sa Croix
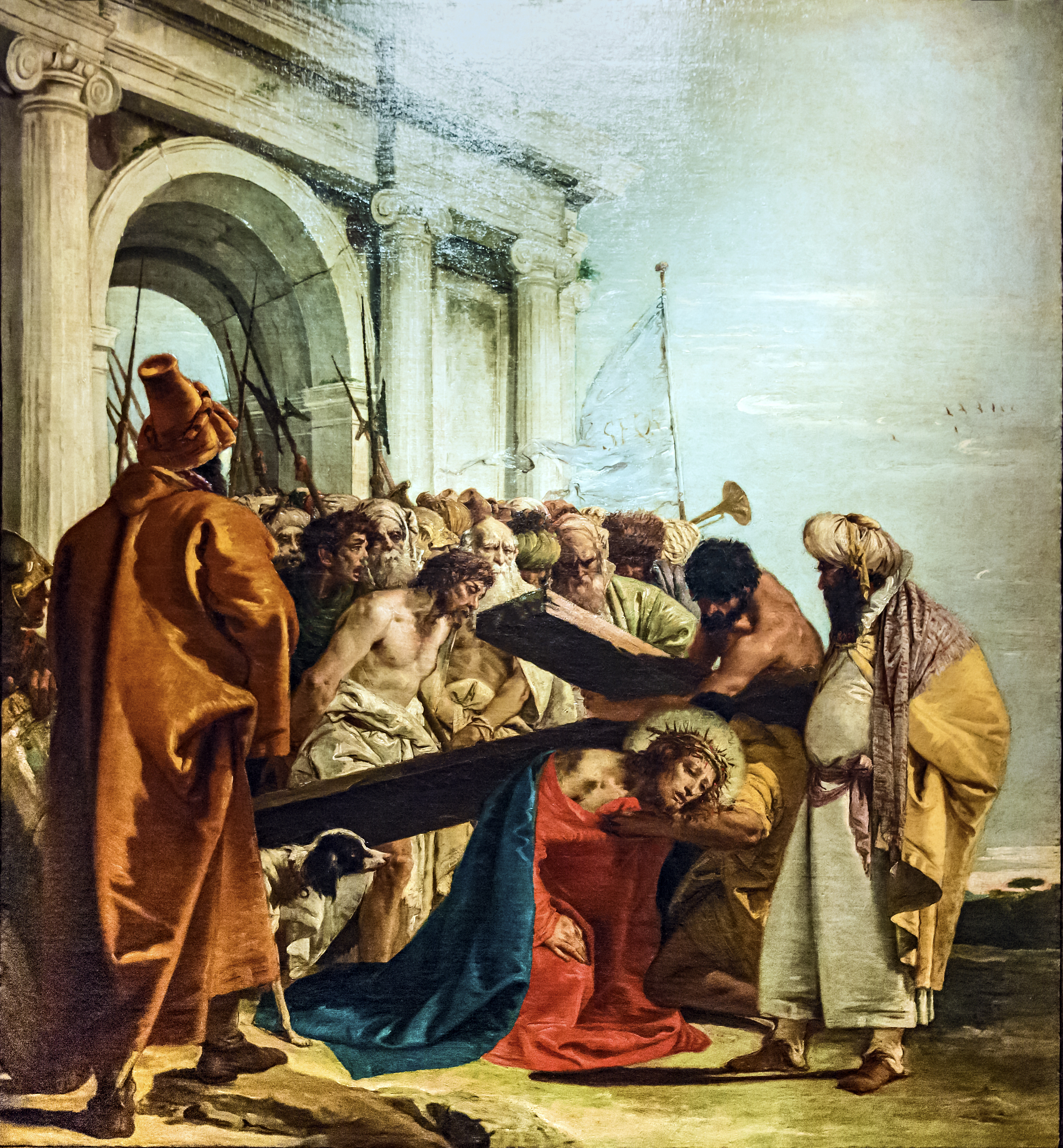
Via Crucis III Jésus tombe pour la première fois
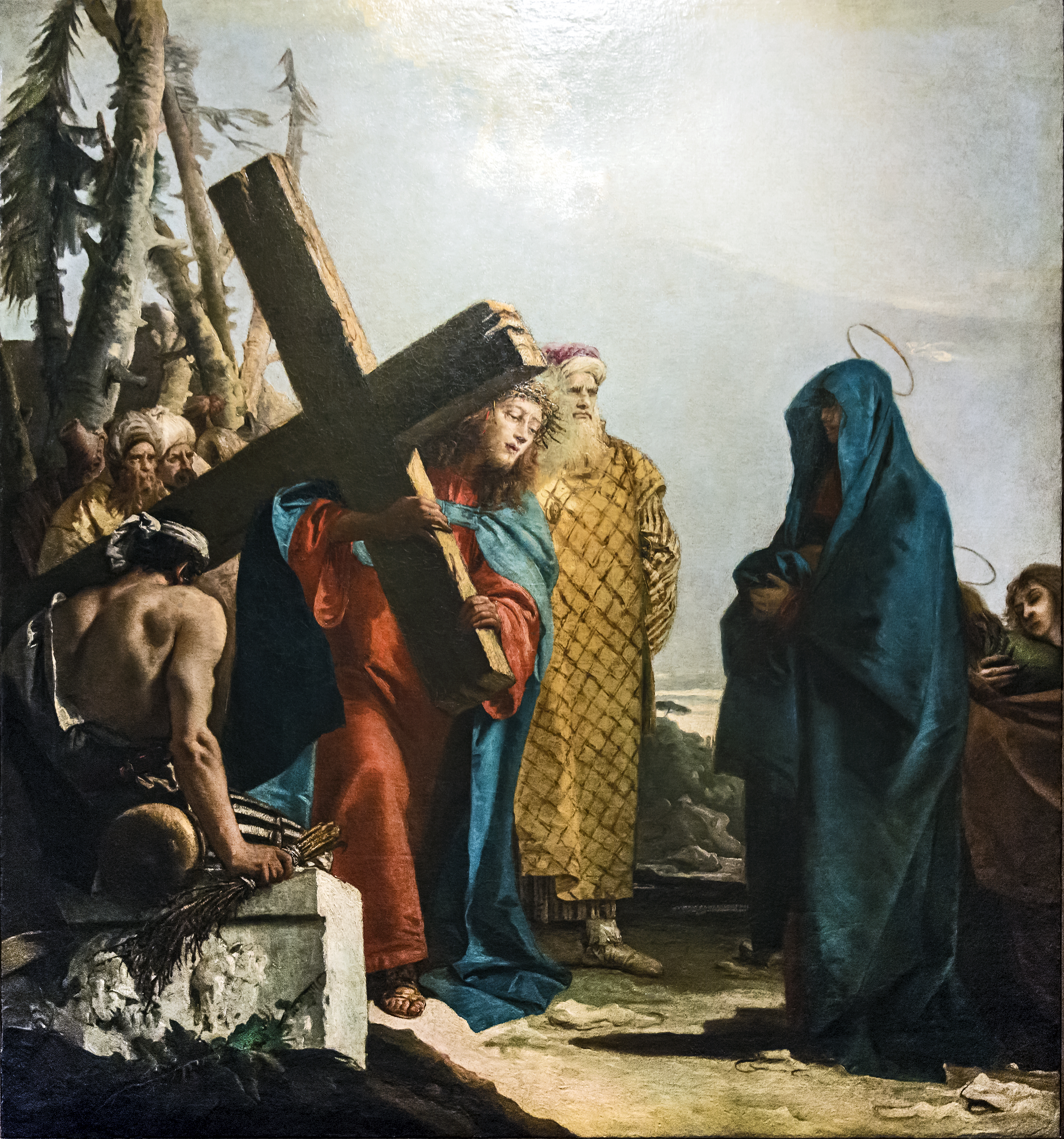
Via Crucis IV Jésus rencontre sa mère
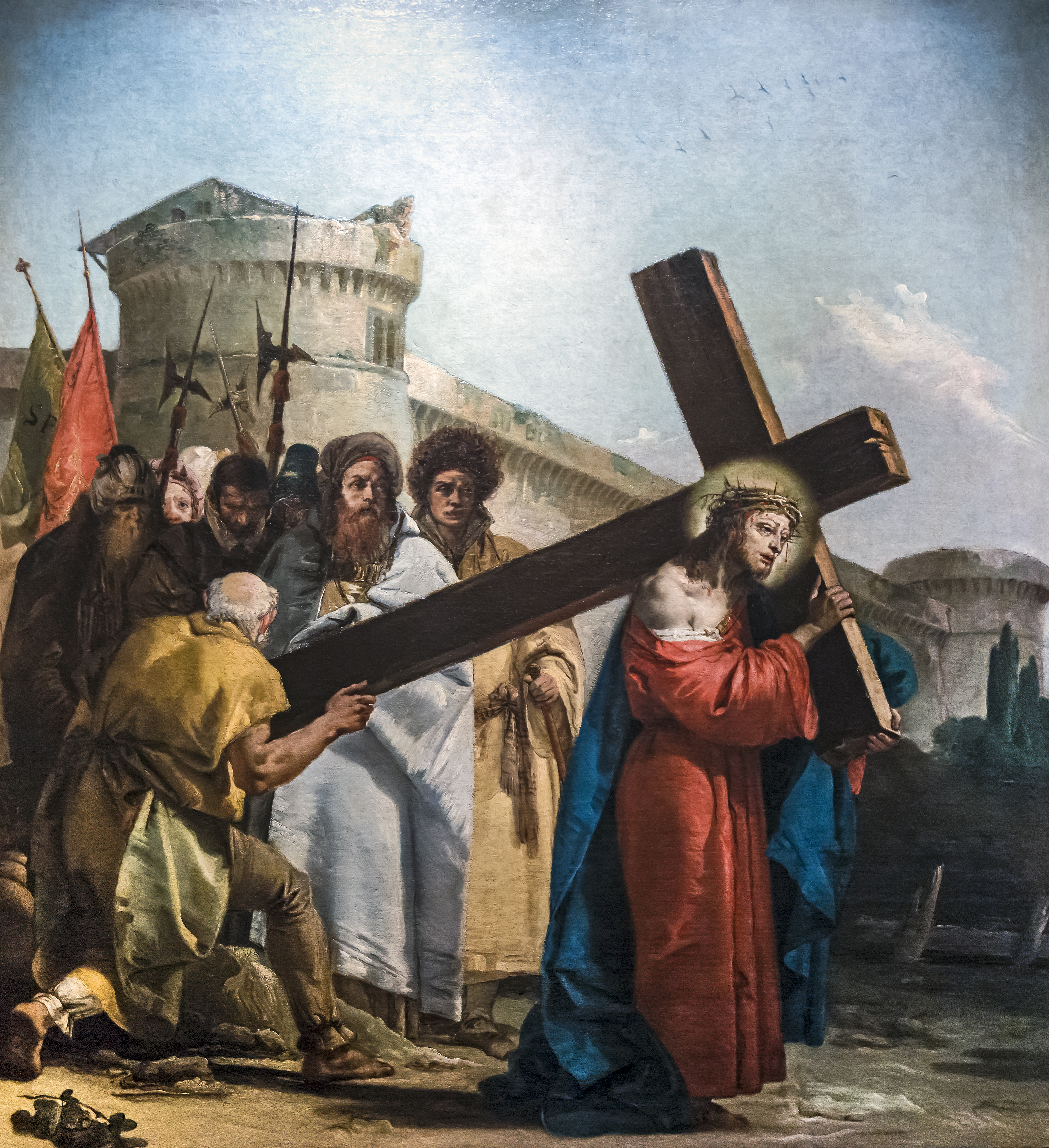
Via Crucis V Simon de Cyrène aide Jésus à porter la croix
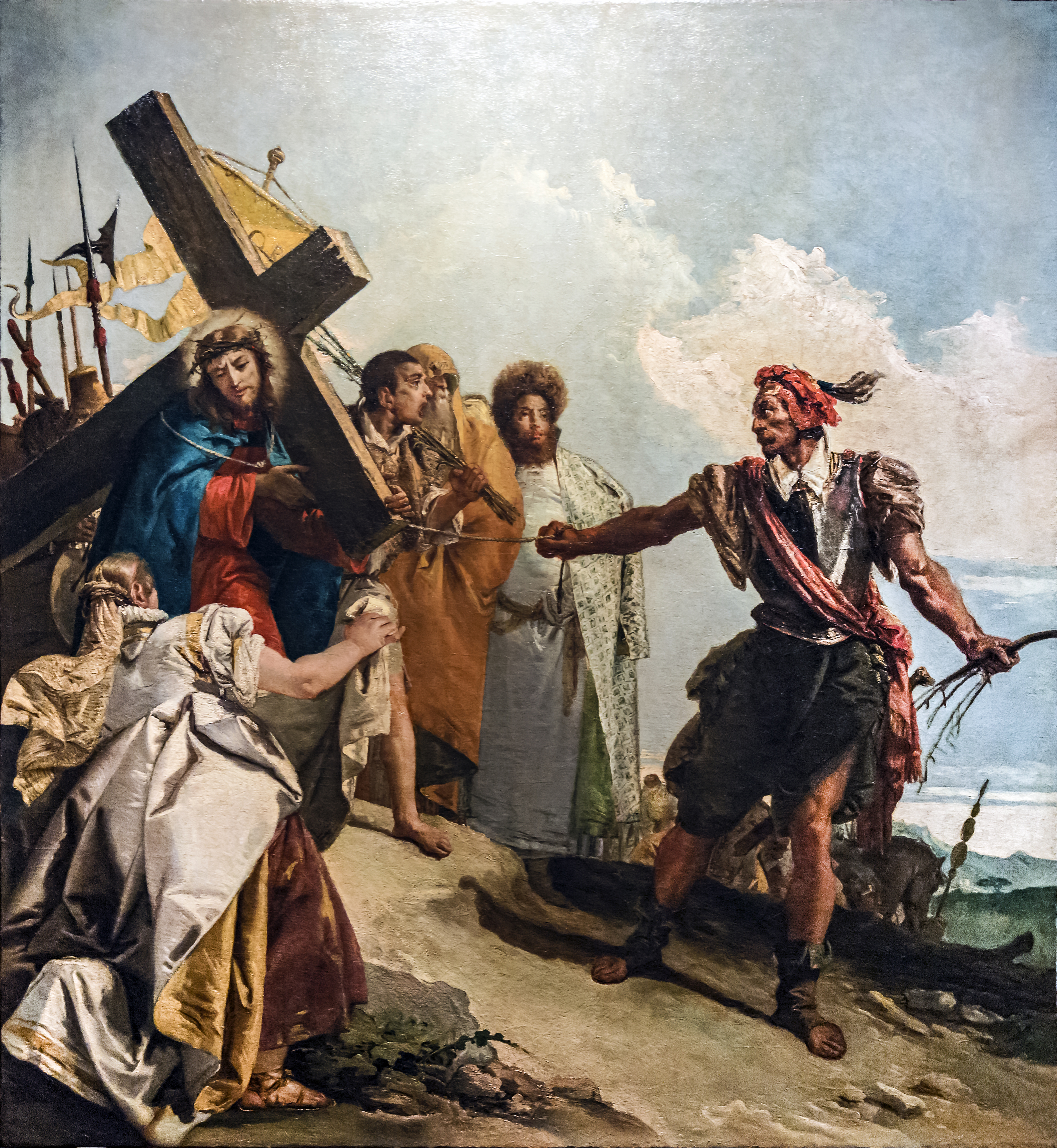
Via Crucis VI Véronique essuie le visage de Jésus
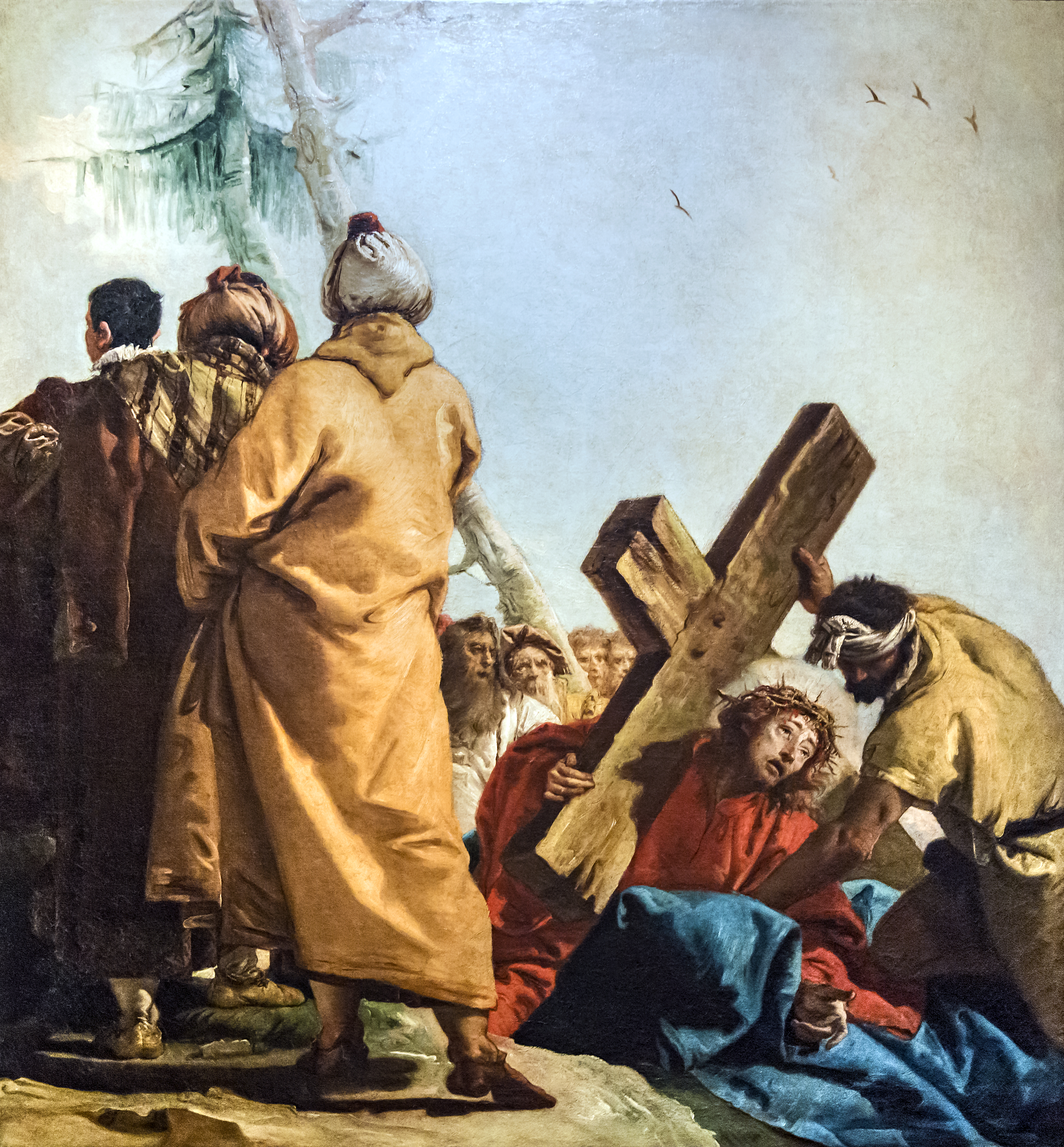
Via Crucis VII Jésus tombe pour la deuxième fois
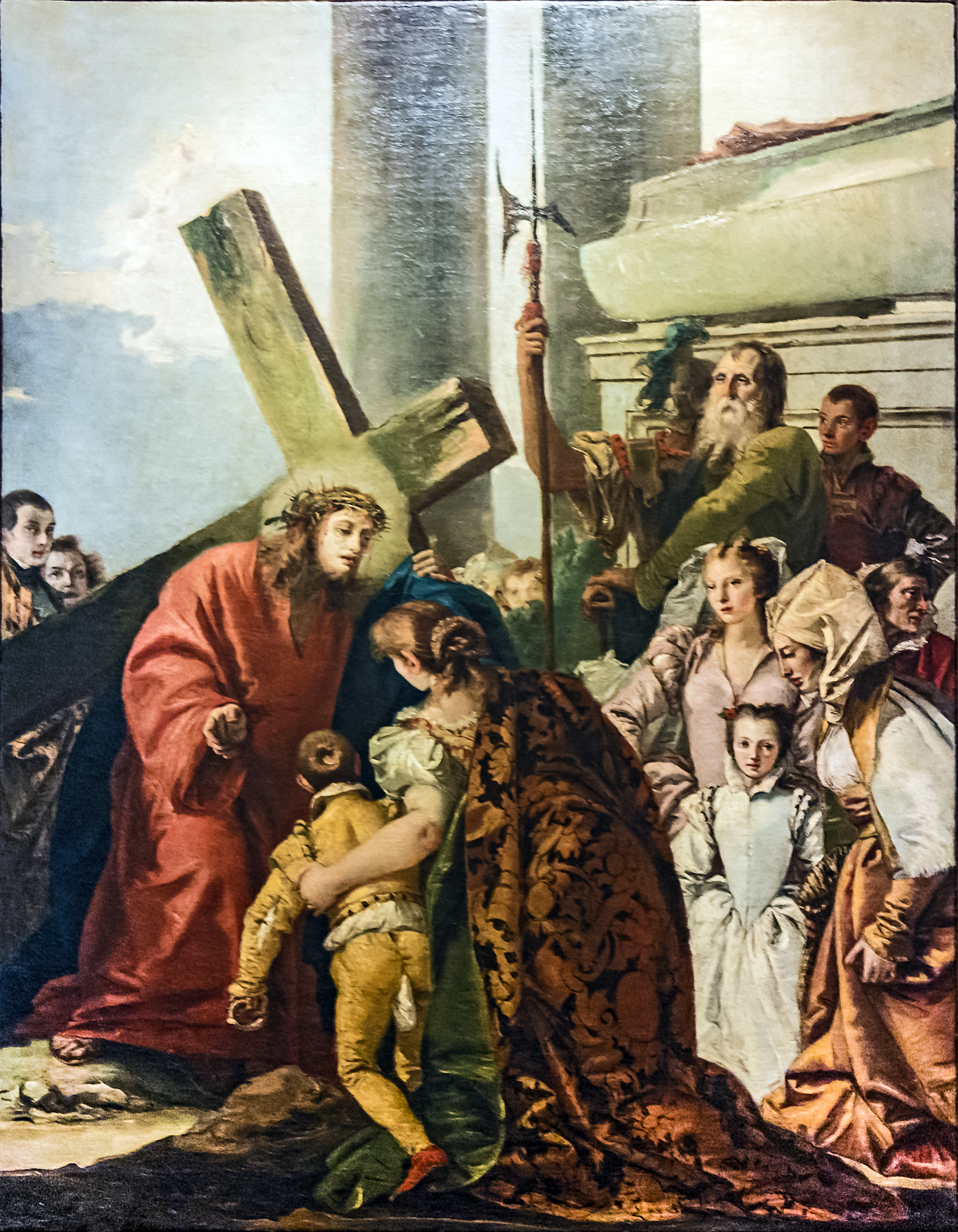
Via Crucis VIII Jésus rencontre les femmes de Jérusalem qui pleurent
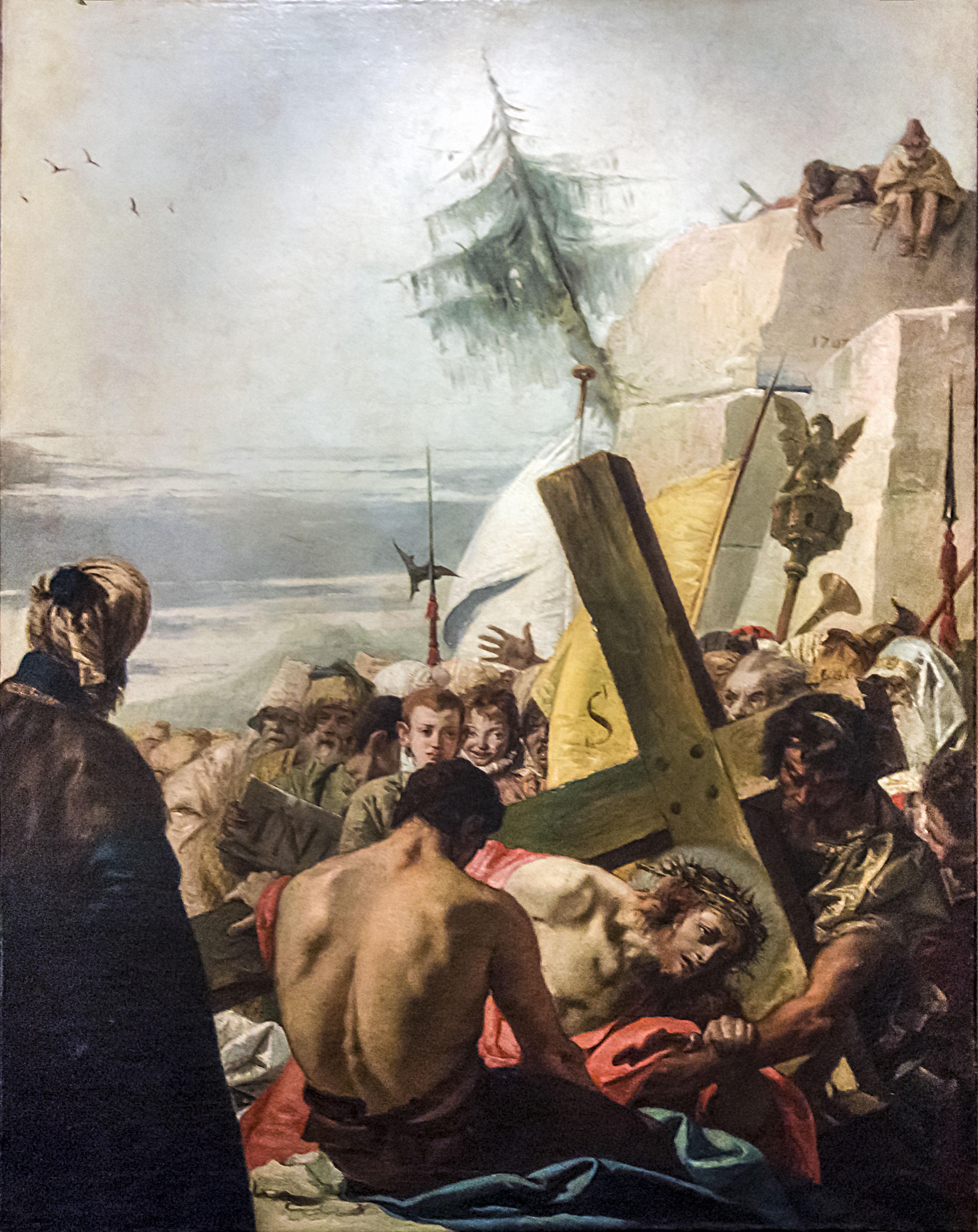
Via Crucis IX Jésus tombe pour la troisième fois
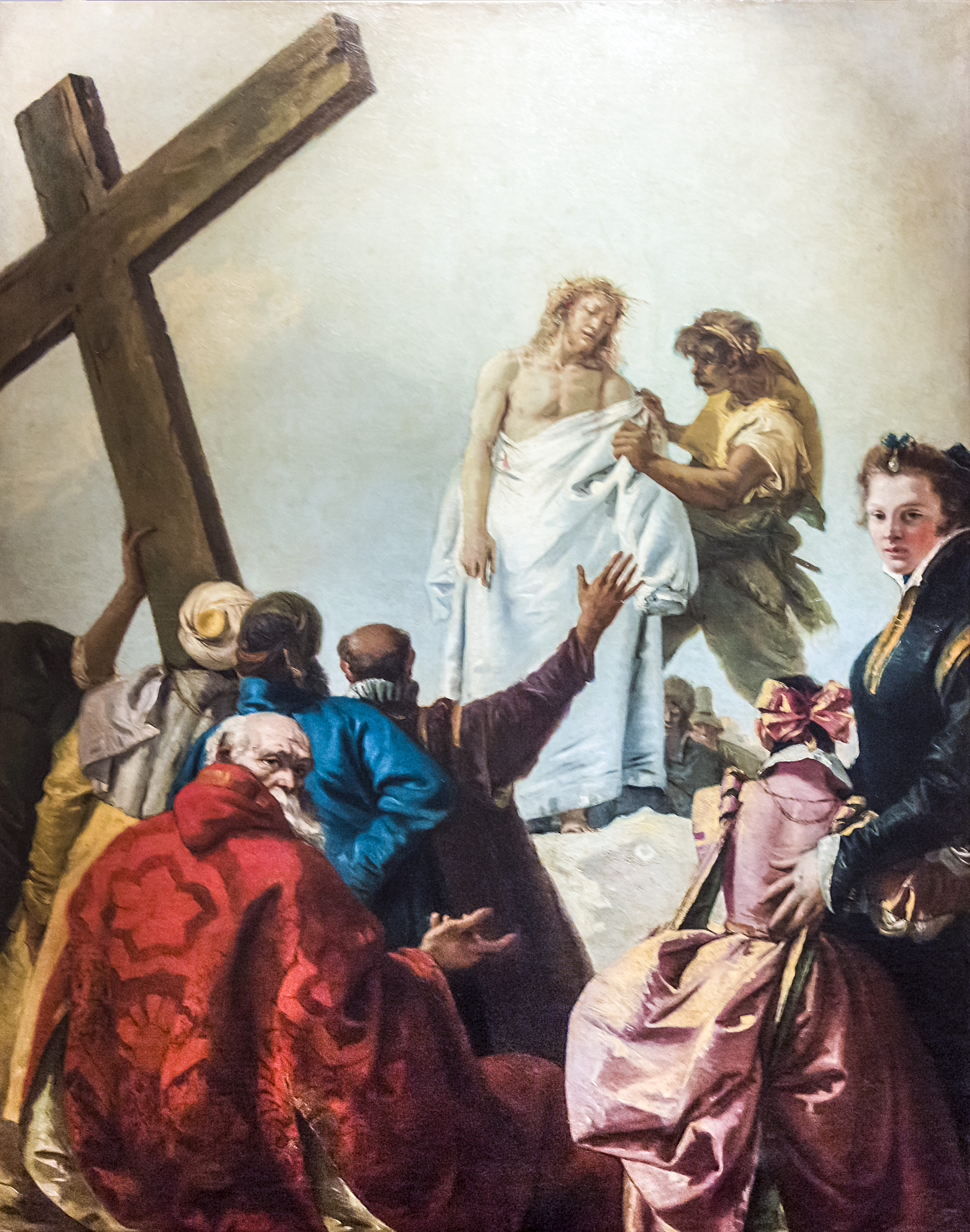
Via Crucis X Jésus est dépouillé de ses vêtements
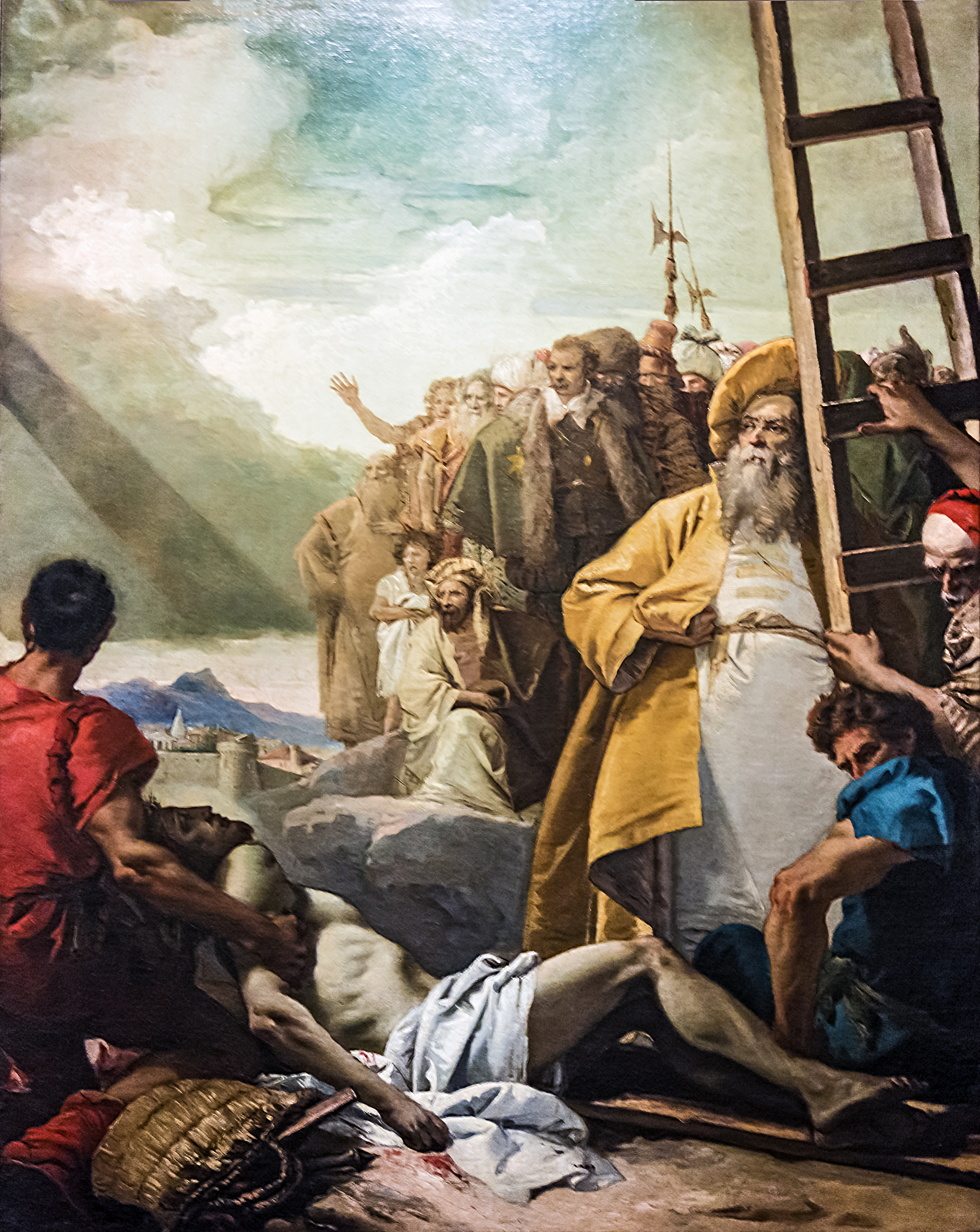
Via Crucis XI Jésus est cloué à la croix
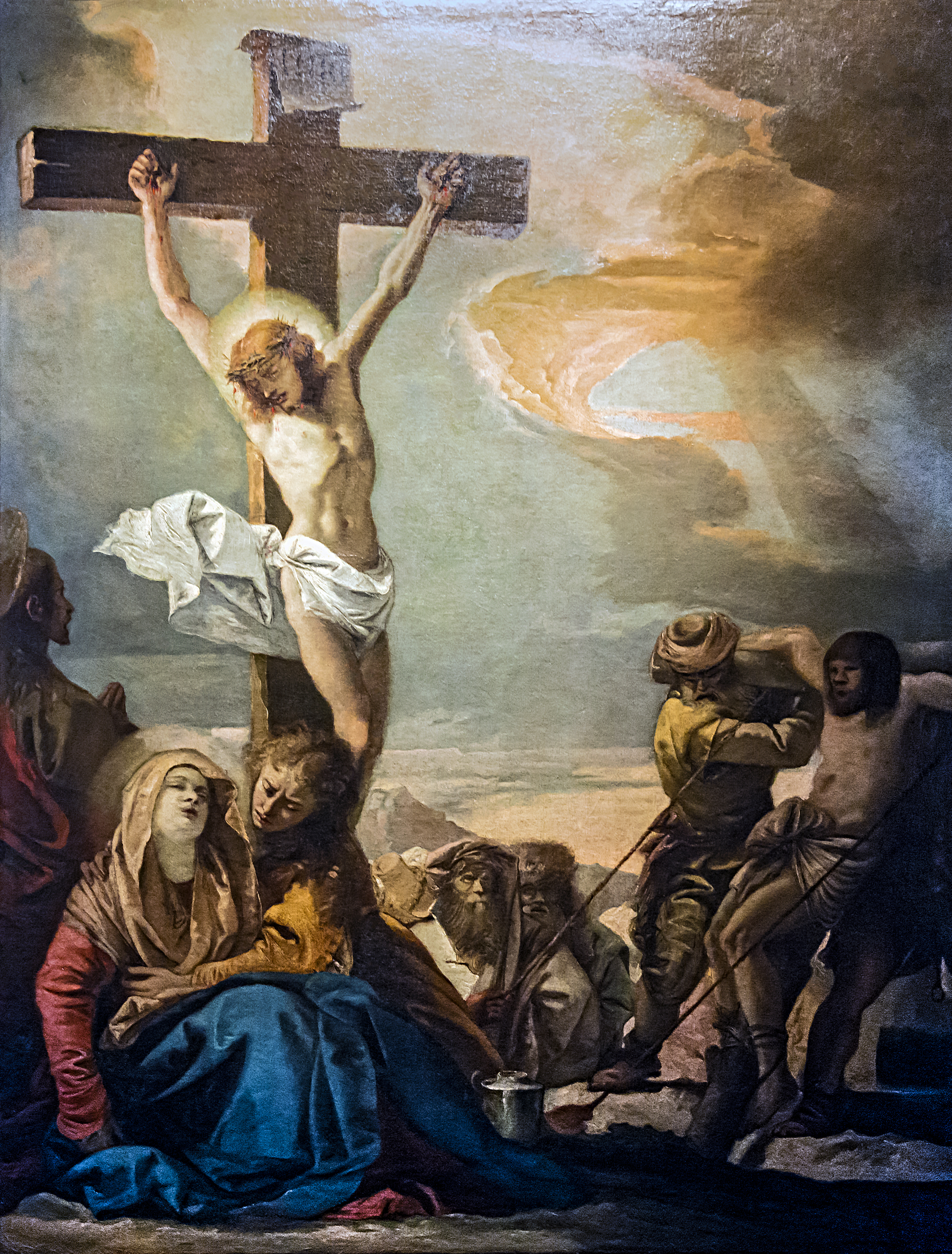
Via Crucis XII Jésus meurt sur la croix
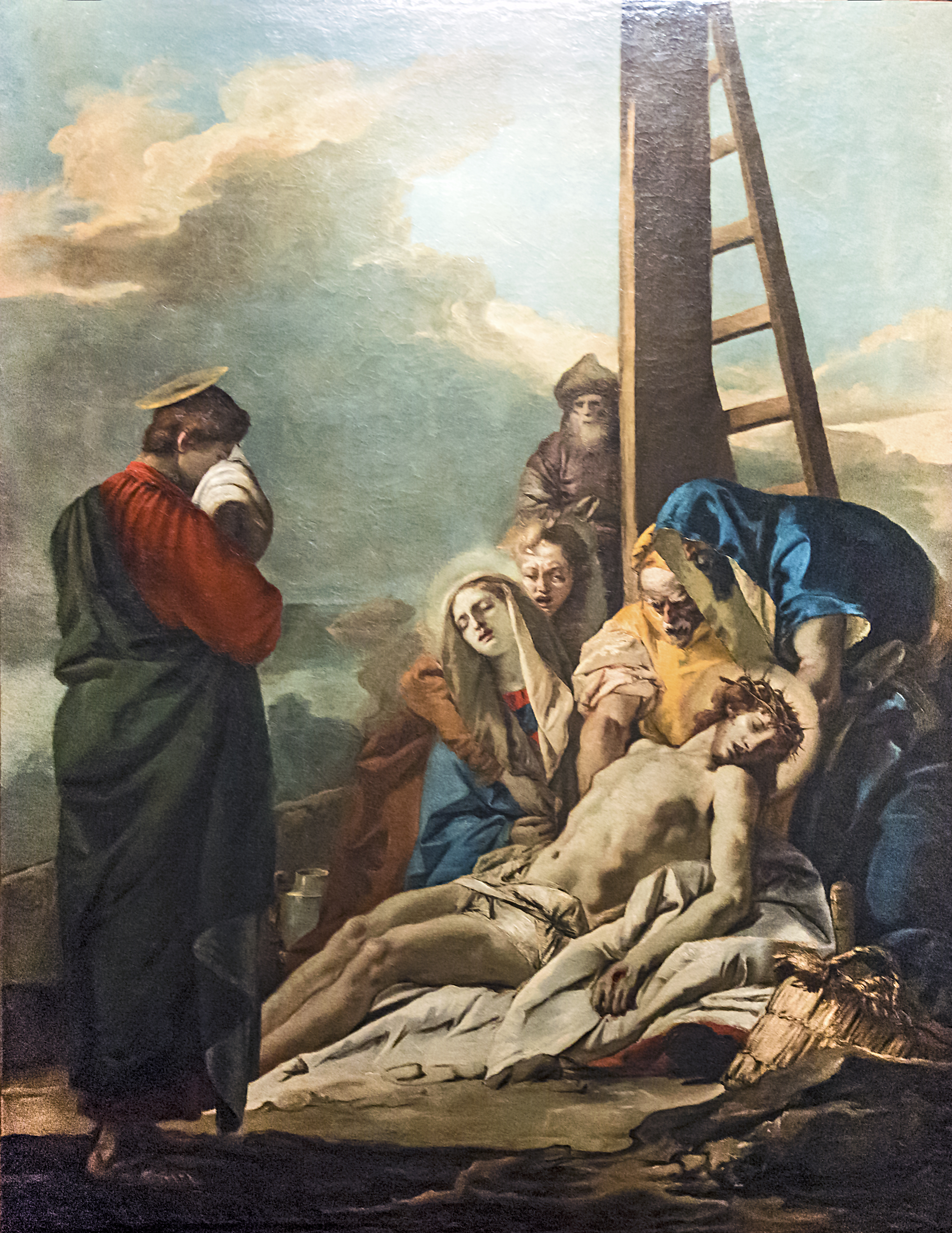
Via Crucis XIII Jésus est descendu de la croix et son corps est rendu à sa mère
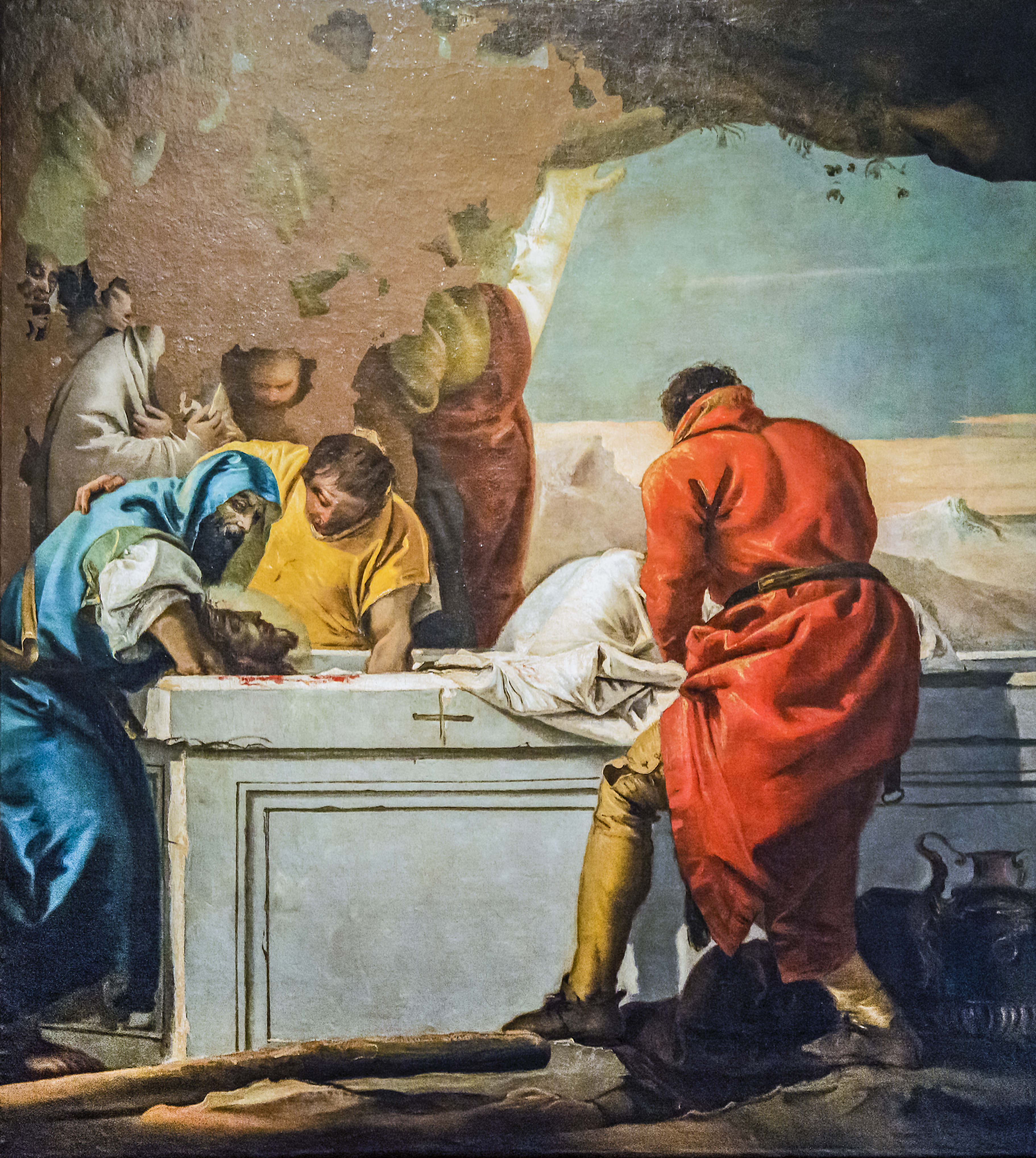
Via Crucis XIV Le corps de Jésus est mis au tombeau

Dans la même chapelle sont conservées d'autres œuvres de Tiepolo de part et d'autre de l'autel de la chapelle: Saint Philippe Neri en prière, Martyre de Saint Jean Népomucène, Hélène et Macaire retrouvent la vraie croix, St Vincent Ferreri; ainsi que La gloire des Anges  qui en orne le plafond.

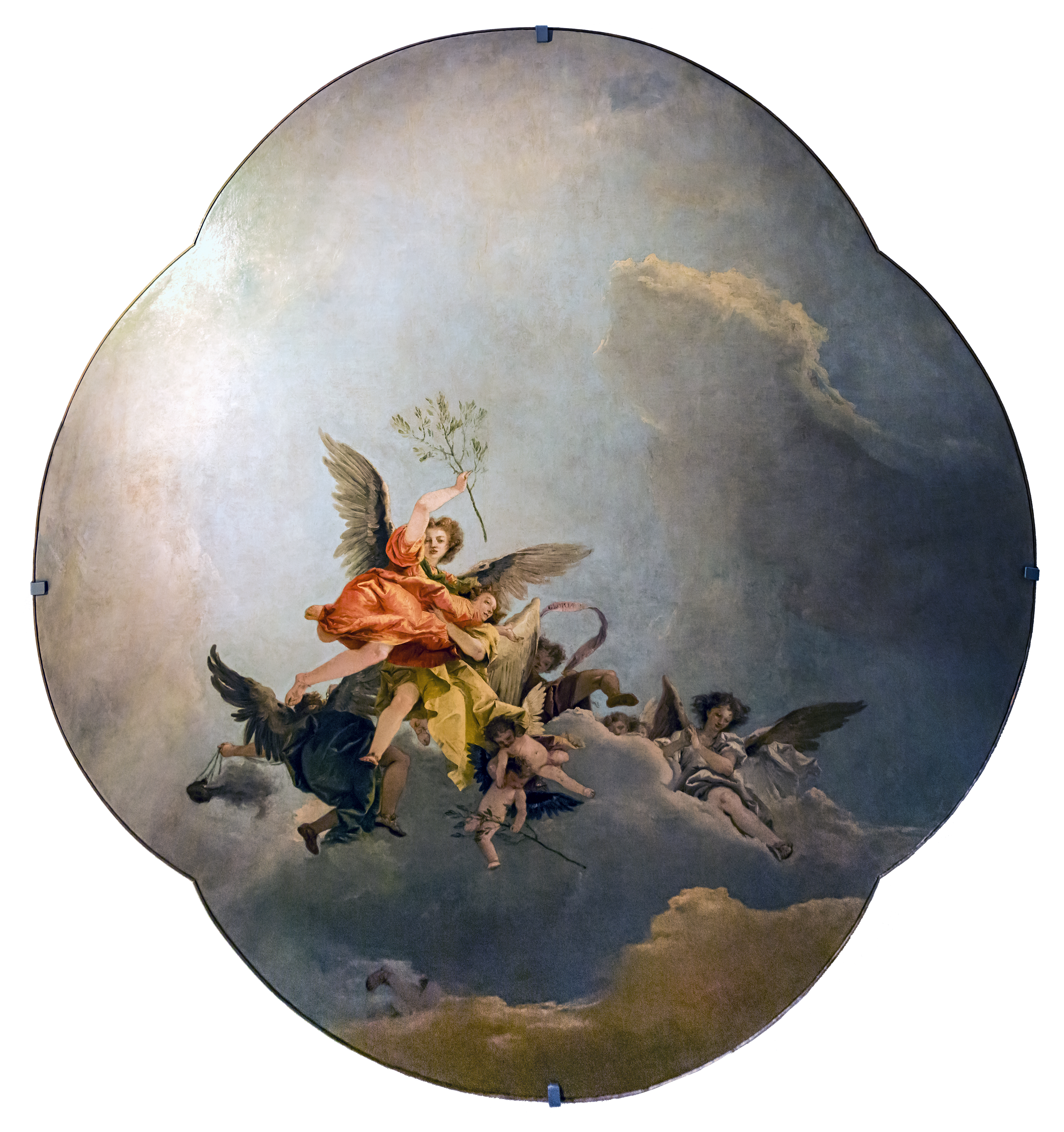
La gloire des Anges
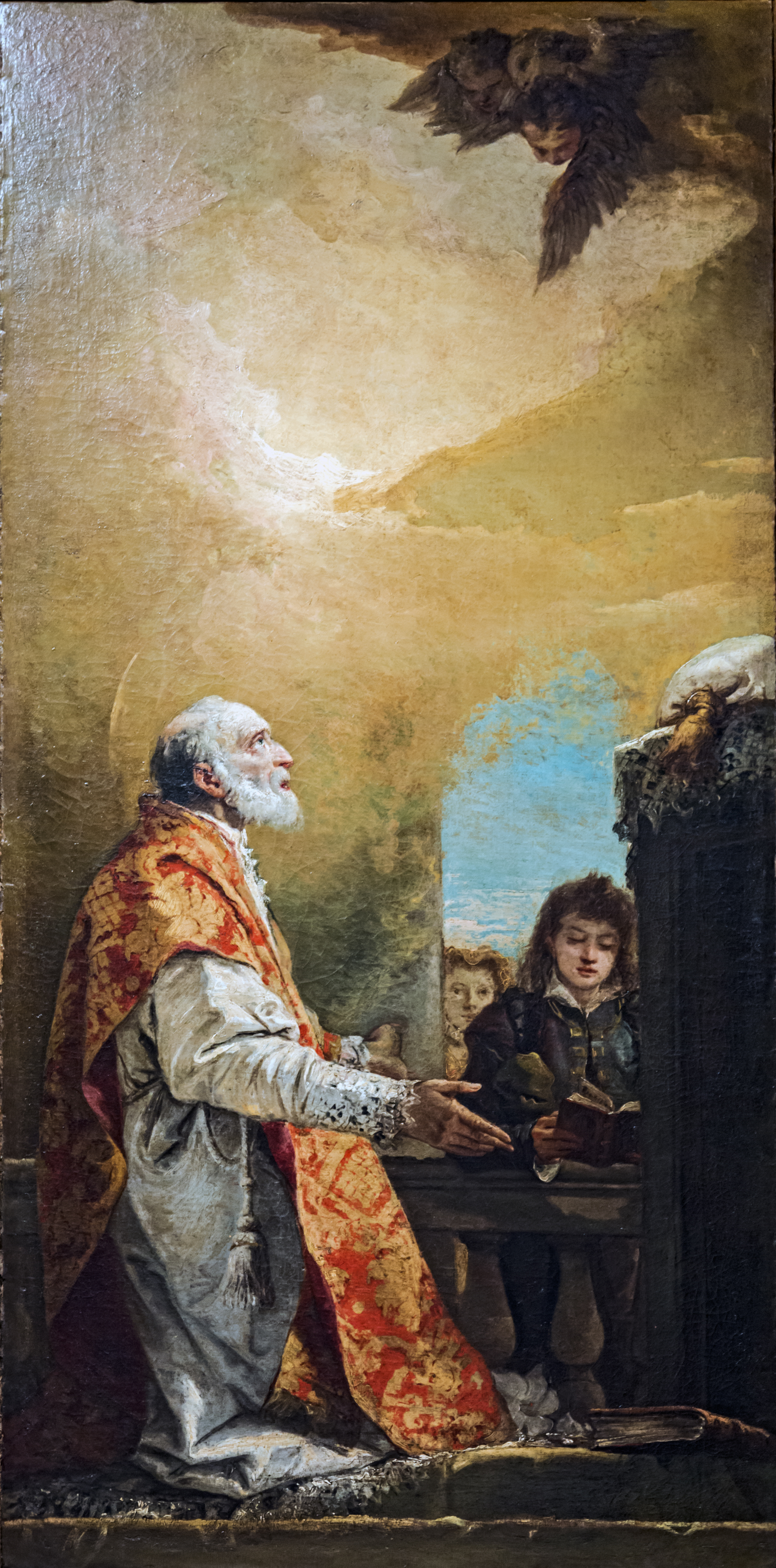
Saint Philippe Neri en prière
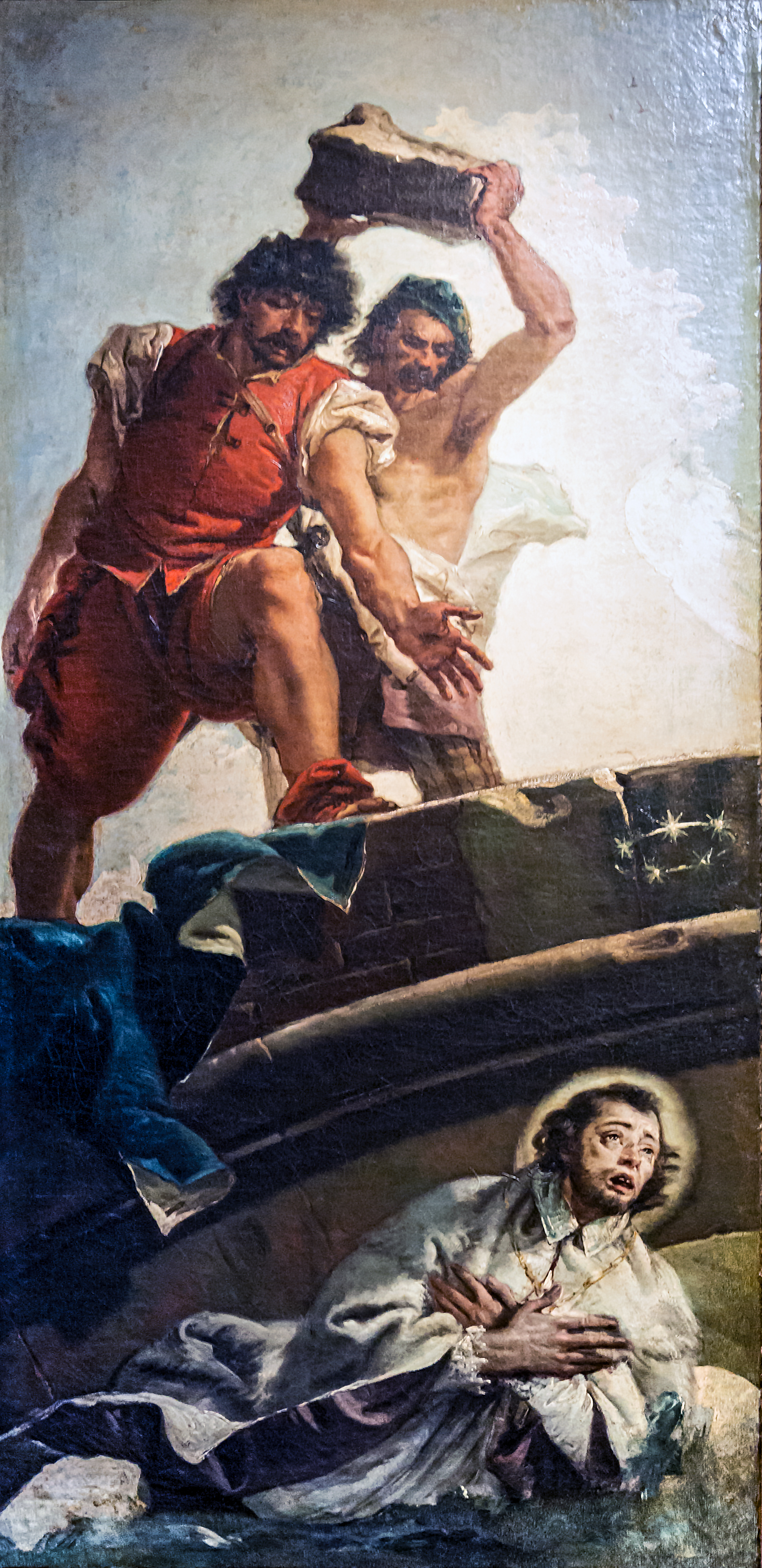
Martyre de Saint Jean Népomucène
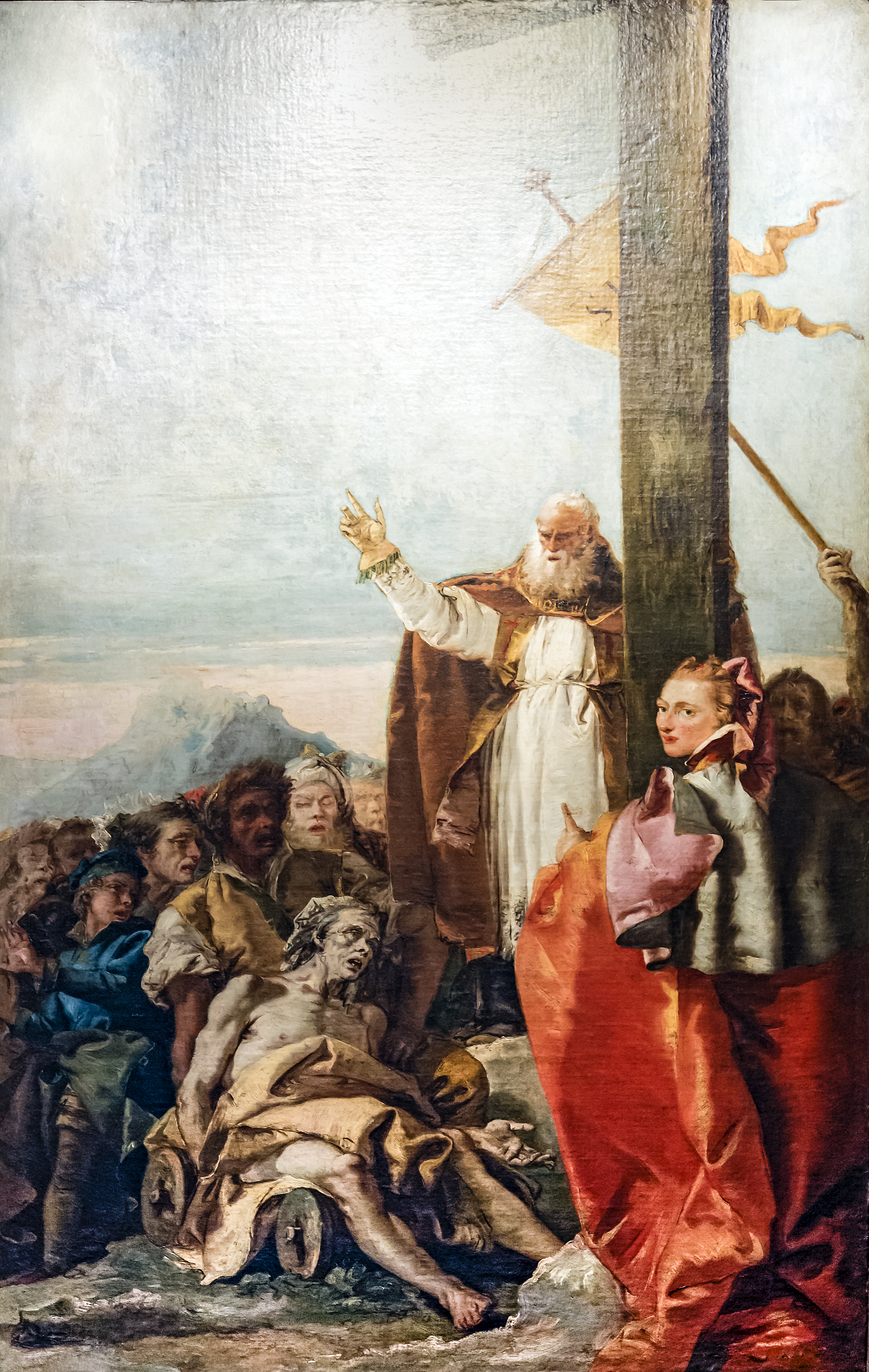
Hélène et Macaire retrouvent la vraie croix
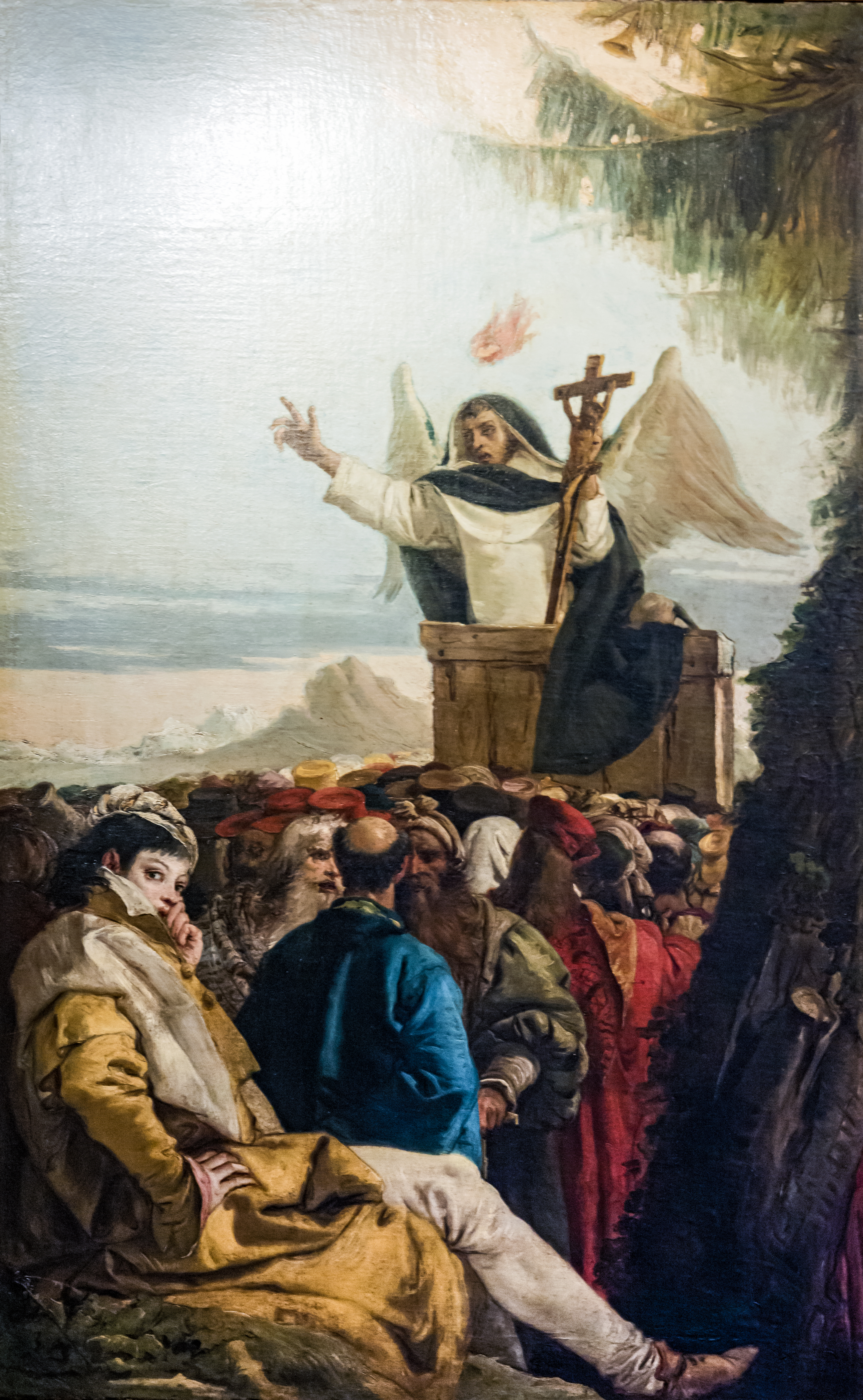
St Vincent Ferreri prêchant la foule